# Обыкновенный бегемот
Обыкнове́нный бегемо́т, или гиппопота́м (лат. Hippopótamus amphíbius), — парнокопытное млекопитающее из семейства бегемотовых, единственный современный вид рода Hippopotamus. Характерной особенностью гиппопотама является его полуводный образ жизни — бо́льшую часть времени он проводит в воде, выходя на сушу лишь ночью на несколько часов для кормёжки. Бегемот обитает только у пресных водоёмов, хотя может изредка оказываться в море.

## Общая информация
Бегемот — одно из крупнейших современных наземных животных. Масса крупных старых самцов иногда превышает 4 тонны, таким образом, гиппопотам конкурирует с носорогами за второе место по массе среди наземных животных после слонов. Ранее наиболее близкими родственниками бегемотов считались свиньи, однако сейчас учёные считают, что ближайшими их родственниками являются киты.
В настоящее время бегемот обитает только в Африке к югу от Сахары, хотя в древности (например, в античное время) он был распространён шире, обитая на территории Северной Африки (Египет, современные Марокко и Алжир), и, возможно, встречался на Ближнем Востоке, но уже к раннему Средневековью исчез из этих мест. По данным 2006 года, когда Международный союз охраны природы признал статус бегемота уязвимым, его численность на континенте оценивалась от 125 до 150 тыс. голов, при этом имея тенденцию к уменьшению. Часто это вызвано тем, что в неблагополучных странах Африки государство не в силах наладить адекватные мероприятия по борьбе с браконьерством. Туземное население добывает бегемотов в первую очередь ради мяса, поэтому во́йны и нестабильность в ряде стран континента, заставляющие голодающих людей искать пропитание, наносят катастрофический ущерб поголовью бегемотов. Огромной угрозой является разрушение среды обитания, неминуемое при росте населения Африки.

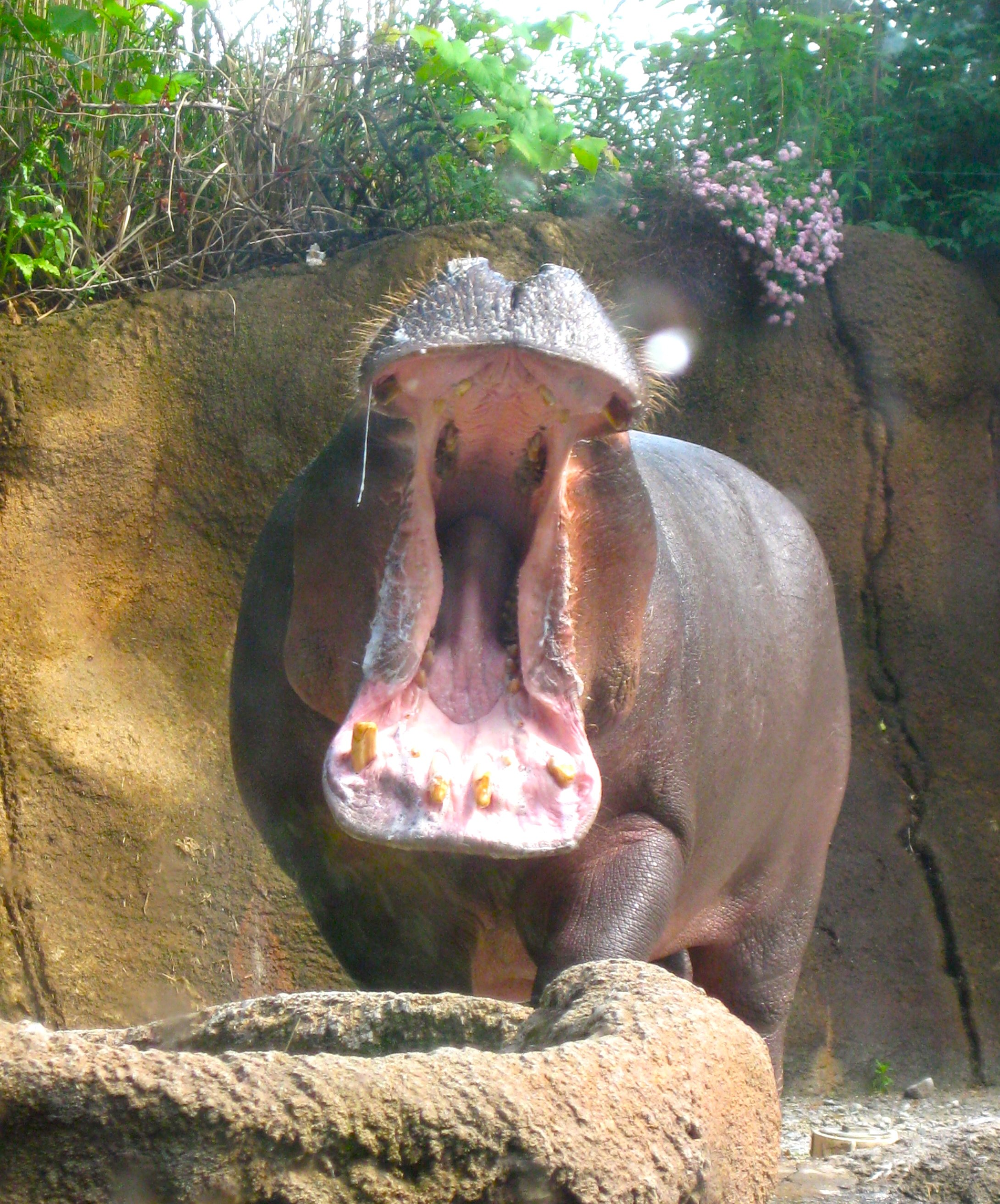
Широко известная поза гиппопотама с раскрытой пастью

Несмотря на широкую известность бегемота, во многих отношениях это животное изучено недостаточно. Это касается как ряда черт его образа жизни и поведения, так и генетических связей с другими животными, физиологии и многого другого. Отчасти это объясняется трудностью наблюдения за бегемотами, проводящими бо́льшую часть светлого времени суток в воде. До настоящего времени плохо исследована также эволюционная история бегемота; известно, тем не менее, что в сравнительно недавнее по эволюционным меркам время в Африке одновременно обитало несколько видов бегемотовых. Помимо обыкновенного бегемота, в Африке сейчас сохранился только один вид семейства — карликовый бегемот (Choeropsis liberiensis).
Мясо бегемота съедобно и издавна использовалось в пищу африканцами. В 1950—60-е годы во многих странах всерьёз рассматривалась возможность превращения бегемота в домашнее мясное животное. Значительную ценность представляют клыки бегемота, превосходящие по стоимости слоновую кость. В Африке во многих местах разрешена трофейная охота на гиппопотамов. Бегемот имеет также важное значение как частый обитатель зоопарков. Велика роль бегемота в культуре многих африканских народов; бегемот занимал также заметное место в культуре и мифологии некоторых древних государств, особенно Древнего Египта.

### Поведение
Поведение бегемота отличается выраженной агрессивностью. Драки бегемотов-самцов часто приводят к гибели одного из участников. Случаи нападения бегемота на человека также весьма часты. Бегемот, по ряду данных, является самым опасным для человека зверем Африки — от его нападений гибнет значительно больше людей, чем от нападений львов, буйволов или леопардов.

## Облик и строение

### Внешний вид
Внешность бегемота весьма характерна. У него массивное бочкообразное туловище на коротких толстых ногах. Ноги настолько короткие, что брюхо гиппопотама при ходьбе почти касается земли. Огромная, притупленная спереди голова имеет в профиль вид прямоугольника и её доля в общей массе животного (до 900 кг) достигает четверти. Ноздри, глаза и уши несколько приподняты и расположены в одной плоскости, так что бегемот может дышать, смотреть и слышать, оставаясь почти полностью под водой и выставив лишь самый верх головы. Шея очень короткая и практически не выражена. Глаза небольшие, окружённые мясистыми веками. Ноздри очень широкие, направленные вверх, способные плотно закрываться благодаря мясистым краям и хорошо развитой специальной мускулатуре. Уши также очень маленькие, подвижные. Бегемот, находящийся в воде, постоянно помахивает ими, отгоняя насекомых или слишком назойливых птиц, садящихся ему на голову.

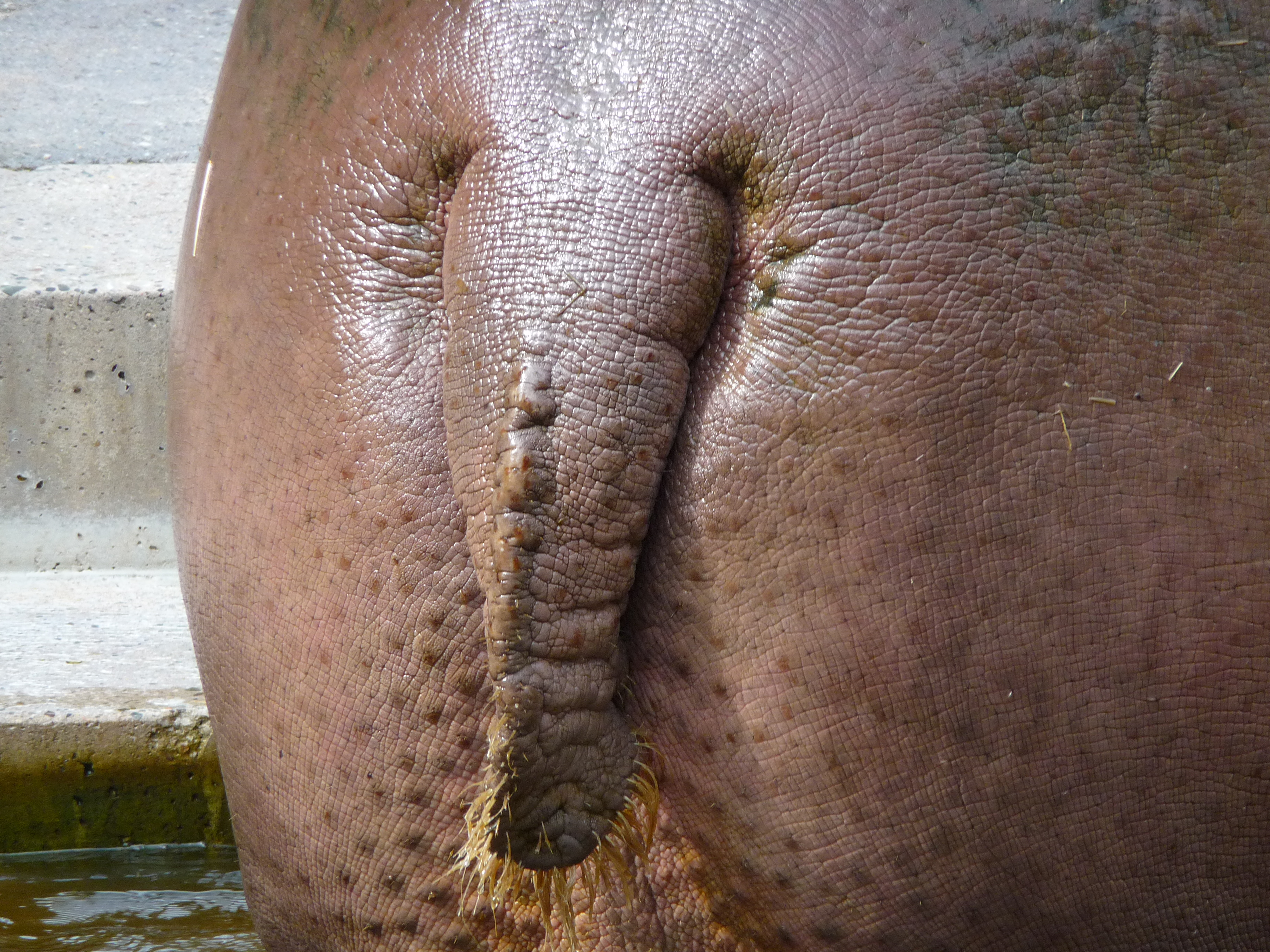
Хвост бегемота

Морда бегемота очень широкая, её передняя часть покрыта короткими грубыми вибриссами. Ширина челюстей достигает 60—70 см. Пасть может раскрываться необычайно широко — на 150 градусов. Конечности бегемота имеют 4 пальца, каждый из которых оканчивается подобием копытца. Пальцы соединены кожистой перепонкой, помогающей при плавании. Когда зверь ходит по суше, особенно по болотистой почве, пальцы раздвигаются в стороны и перепонка натягивается, образуя достаточно широкую опору, чтобы не проваливаться в грязь. Хвост короткий, своеобразной формы — почти круглый в сечении у основания, он сужается и становится всё более сжатым с боков, становясь к концу почти плоским. Такая форма хвоста позволяет бегемоту использовать его для разбрызгивания помёта, что имеет важное коммуникационное значение.

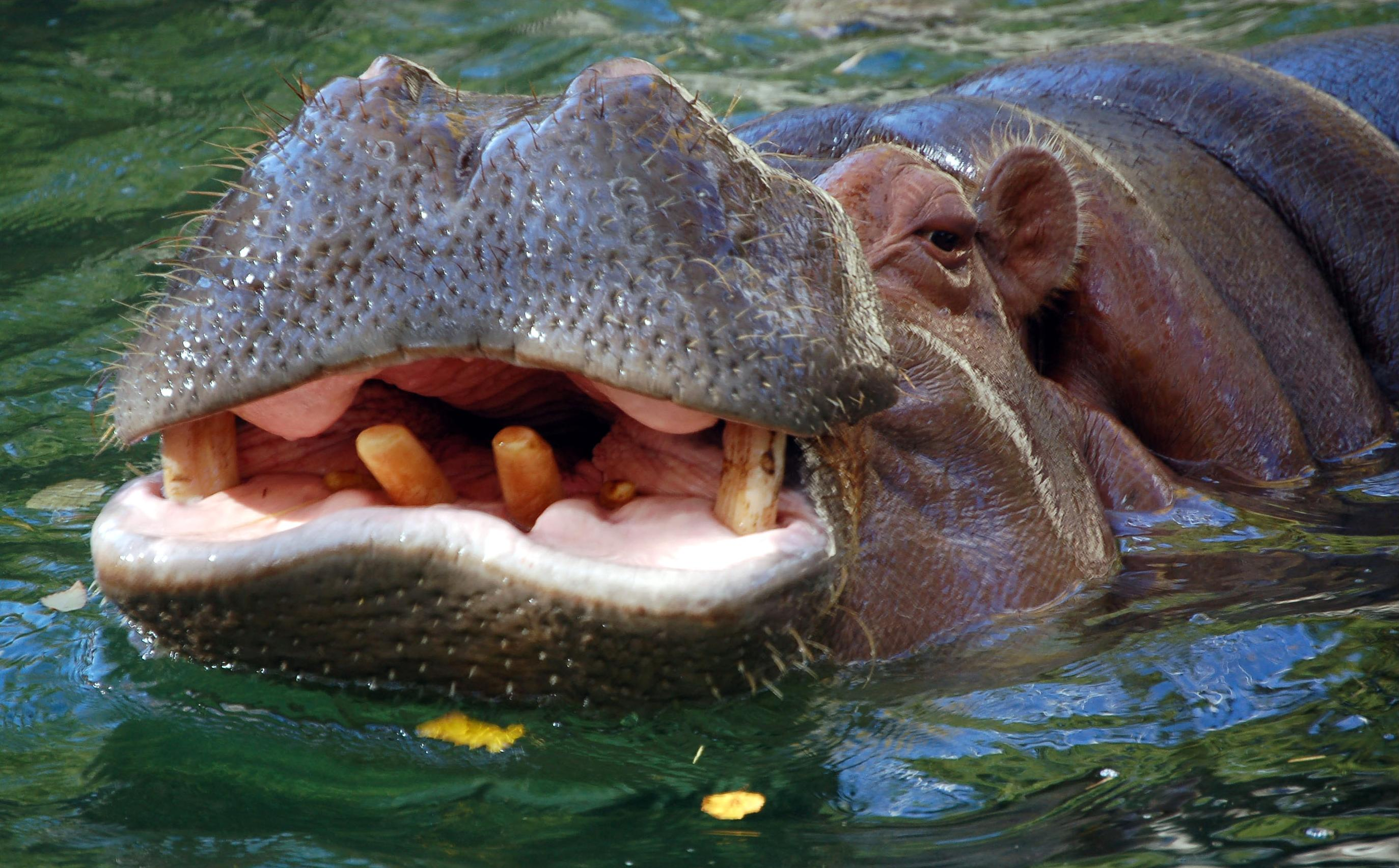
Морда бегемота (зоопарк Филадельфии). Видны шишковидные вздутия сбоку от ноздрей, по наличию которых можно безошибочно отличить матёрого самца от самки

### Половой диморфизм
Половой диморфизм выражен сравнительно слабо. Самки меньше самцов, хотя разница в массе в среднем невелика, около 10 %, головы у самок относительно размера тела заметно меньше. Кроме того, клыки у взрослых самцов развиты гораздо сильнее. Их основания настолько велики, что образуют на морде, позади ноздрей, хорошо заметные вздутия, по наличию которых самца можно без труда отличить от самки, даже если над водой видна только голова. По первичным половым признакам самца от самки при взгляде с большого расстояния отличить сложнее, поскольку семенные железы самцов, в отличие от других копытных, скрыты внутри тела и снаружи совершенно не видны. Копулятивный орган самца направлен назад. Различие в длине пальцев передних ног (средние длиннее, чем крайние) у самок меньше, чем у самцов. При изучении ископаемых остатков вымерших бегемотов этот фактор осложняет определение видов.

### Размер
Бегемот — одно из крупнейших современных наземных животных. Матёрые самцы, весящие до 3 тонн, не являются редкостью. В отношении рекордной массы данные разнятся; некоторые источники называют 3500 кг, другие — 4064 кг, третьи же указывают даже массу в 4500 кг. Однако обычно самцы в среднем имеют массу около 1600 кг, в то время как самки — около 1400 кг. Высота бегемота в плечах — до 1,65 м. Длина тела взрослой особи — не меньше 3 м, но достигает и 5,4 м. Хвост достигает длины 56 см. Таким образом, по массе гиппопотам конкурирует с белым носорогом за второе, после слона, место среди наземных животных, иногда его даже называют как второе по размерам после слона сухопутное животное.
У бегемотов существует хорошо выраженная корреляция между массой особи, полом и возрастом. Примерно до 10-летнего возраста самцы и самки весят примерно одинаково, затем начинается всё более заметное превышение массы самцов над массой самок. Бегемот набирает массу всю жизнь, поэтому чем старше животное, тем оно, как правило, крупнее (это касается обоих полов). Данный вопрос подробно изучался в 1960-е годы с весьма практической целью — определить оптимальный возраст бегемотов для наиболее эффективного получения мяса.

### Шкура бегемота
Окрас шкуры бегемота обычно серо-коричневый с розоватым оттенком. Вокруг глаз и ушей шкура розовая. Спина, особенно в задней части тела, как правило темнее, часто полностью серого цвета; брюхо более розовое. У самцов, кроме того, шкура покрыта густой сетью шрамов и царапин, полученных в драках с сородичами. Самая тонкая шкура — у основания хвоста, поэтому заболевшим бегемотам в зоопарках уколы делают именно в эту часть тела — там игла шприца может достать вены. Показательно также, что в зоопарках бегемотам зашивают раны с применением вместо нитей металлической проволоки.
Шкура бегемота чрезвычайно толстая — до 4 см. Шкура практически не имеет шёрстного покрова, за исключением того, что на морде имеются многочисленные, но довольно короткие (несколько сантиметров) жёсткие вибриссы. На конце и, в меньшей степени, ребре плоского хвоста также есть редкая и грубая шерсть, похожая на свиную щетину. Редкая и короткая щетинообразная шерсть часто присутствует на концах ушей. На теле бегемота имеется очень немного тонких и коротких шерстинок — всего лишь около 25 на 100 см² на спине и ещё более редкая шерсть на боках и брюхе, которую почти невозможно рассмотреть даже с близкого расстояния.

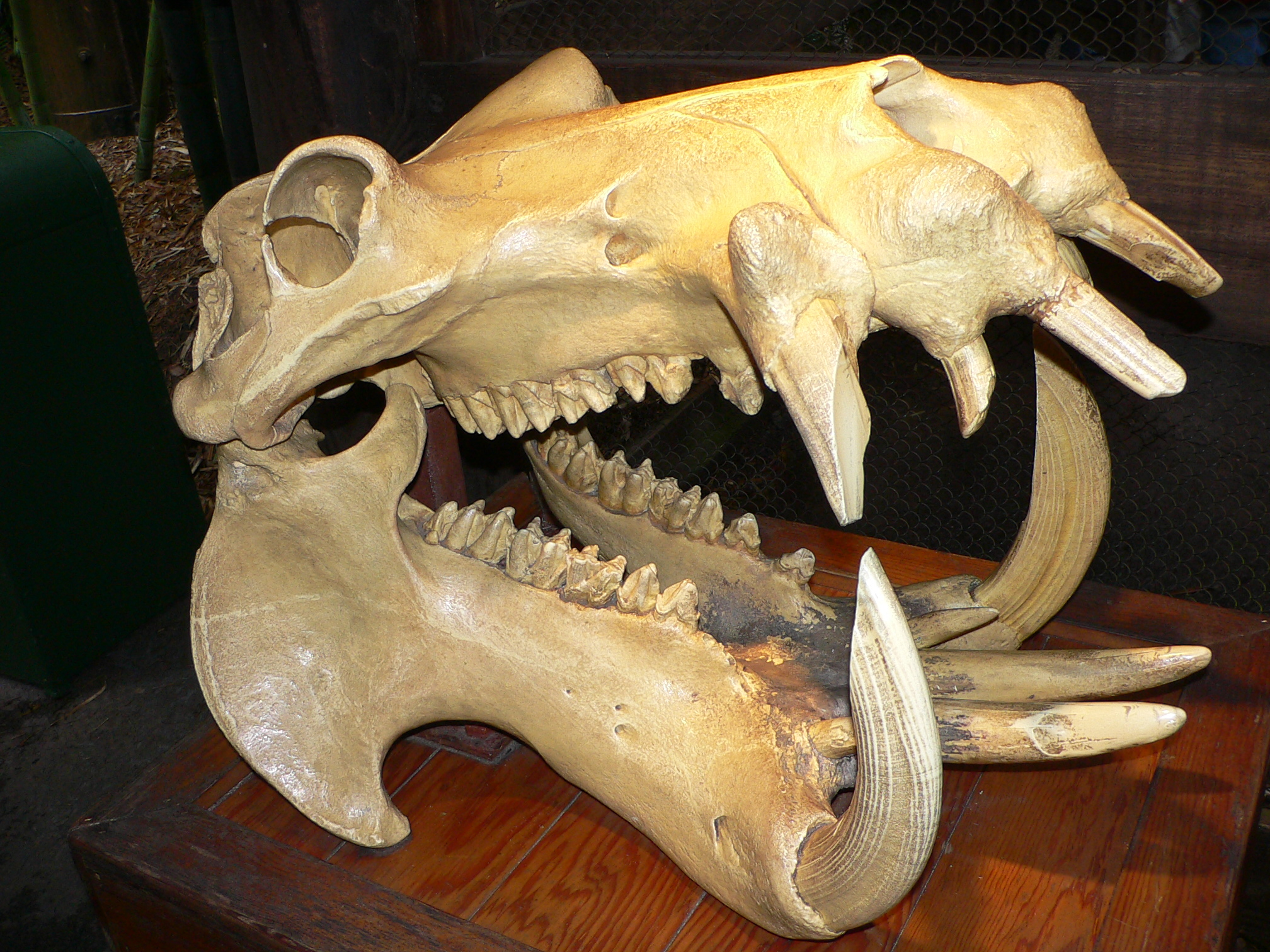
Череп гиппопотама. Заметен необычайно малый размер черепной коробки

При нахождении гиппопотама вне воды он теряет воду из организма через кожу значительно быстрее, чем чисто сухопутные млекопитающие. Это также заставляет бегемотов проводить бо́льшую часть времени в воде. При сильном высыхании, когда гиппопотам долго не имеет возможности погрузиться в воду, шкура пересыхает и трескается.

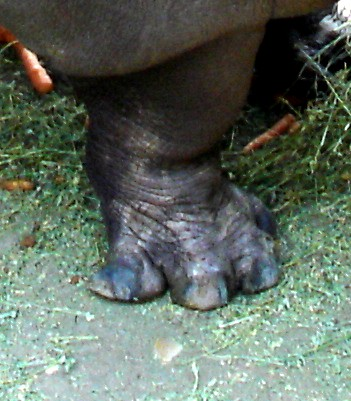
Нога бегемота

Потовые и сальные железы отсутствуют, но у бегемота имеются особые, свойственные только бегемотовым, кожные железы, выделяющие в сильную жару особый слизистый секрет красноватого цвета. При этом нередко кажется, что по телу животного течёт кровавый пот (это приводило в недоумение ещё античных наблюдателей). Этот «пот» хорошо предохраняет шкуру от солнечных ожогов. Японские учёные в 2004 году провели детальное исследование данной особенности бегемота и пришли к выводу, что назначение красного секрета кожных желёз состоит скорее не в защите от ультрафиолетовых лучей, а в дезинфекции. Входящие в состав «пота» пигменты обладают ярко выраженным антисептическим действием и отлично помогают заживлению многочисленных царапин, которые постоянно имеются на шкуре гиппопотама. Кроме того, эти выделения отпугивают кровососущих насекомых, которых особенно много близ водоёмов.

### Особенности строения
Скелет гиппопотама обладает рядом характерных черт, обусловленных необходимостью выдерживать огромную массу тела животного. Кости скелета массивные, особенно это касается позвонков. Лопатка, занимающая почти вертикальное положение, образует с костями передних ног практически одну линию. Рёбер 13 пар.

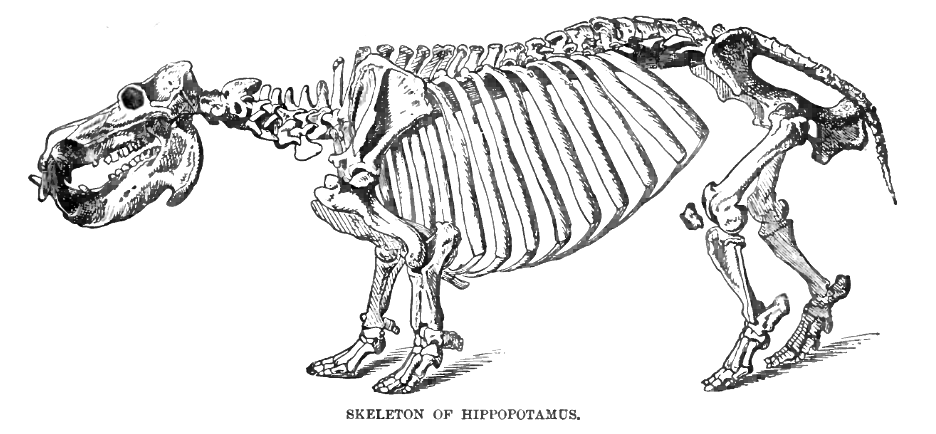
Скелет гиппопотама

Известный немецкий зоолог Бернгард Гржимек, описывая строение бегемота и относительный размер его органов, приводил следующие цифры. При разделке специалистами ветеринарного управления Кении туши молодого бегемота массой 1456 кг оказалось, что чистого мяса в ней было 520 кг, на кости пришлось 280 кг, на шкуру — 48, жир — 33, печень — 27, лёгкие — 9, сердце — 7,8 и язык — 5 кг. Общая длина пищеварительного тракта (желудок и кишечник) — до 60 м, что позволяет бегемоту усваивать клетчатку значительно полнее, чем многим другим травоядным. Желудок бегемота трёхкамерный и весьма большой даже по меркам копытных; его объём может достигать 500 л.
Мозг бегемота достаточно велик в абсолютном выражении — в среднем 882±18 см³, но относительно объёма тела крайне мал — по массе он составляет в среднем лишь 1/2789 часть (у человека в среднем 1/40). Коэффициент энцефализации (характеристика, обозначающая удельную массу мозга животного в расчёте на один грамм массы его тела и используемая рядом специалистов для характеристики уровня интеллекта того или иного вида животных) у гиппопотама также очень невелик — 0,7 в сравнении с 5 (по другим подсчётам — 8) у человека и 3,6 у дельфина-афалины — и примерно равен этому показателю для таких считающихся малоинтеллектуальными животных, как броненосцы.

### Зубы бегемота

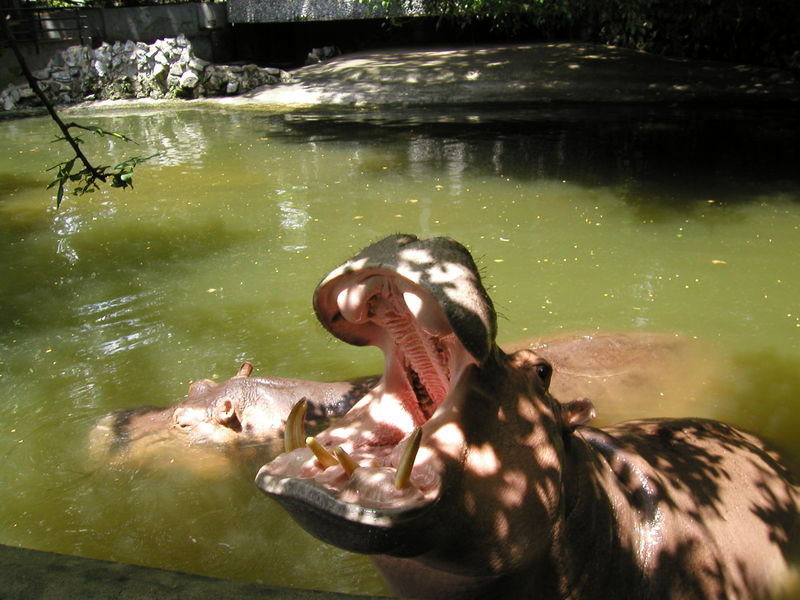
Бегемот в одном из зоопарков Израиля. В раскрытой пасти хорошо видны зубы

Зубов у гиппопотама 36 — в каждой челюсти 2 клыка, 4 резца, 6 предкоренных и 6 коренных зубов. Верхний слой эмали зубов жёлтого цвета, он обладает исключительной твёрдостью и прочностью. Клыки и резцы у бегемота исключительно велики; они никогда не используются для срывания растительности или её пережёвывания — первые используются в основном как оружие, а резцы — как оружие, а также для рытья, особенно при поедании солёной почвы на солонцах.

Особенного развития достигают клыки нижней челюсти, острота которых постоянно поддерживается благодаря самозатачиванию при трении о клыки верхней челюсти. По форме они серповидные; остриё их направлено вверх, а при большой длине всё сильнее загибается назад. Клыки самцов гораздо длиннее, чем у самок. Они не имеют корней и растут всю жизнь, достигая иногда массы около 3 кг каждый; крупнейший из нормально развитых бегемотовых клыков, хранящийся в Бельгии, имеет длину 64,5 см. Форма нижних клыков характеризуется наличием хорошо заметной продольной канавки, которая отсутствует на клыках верхней челюсти. 

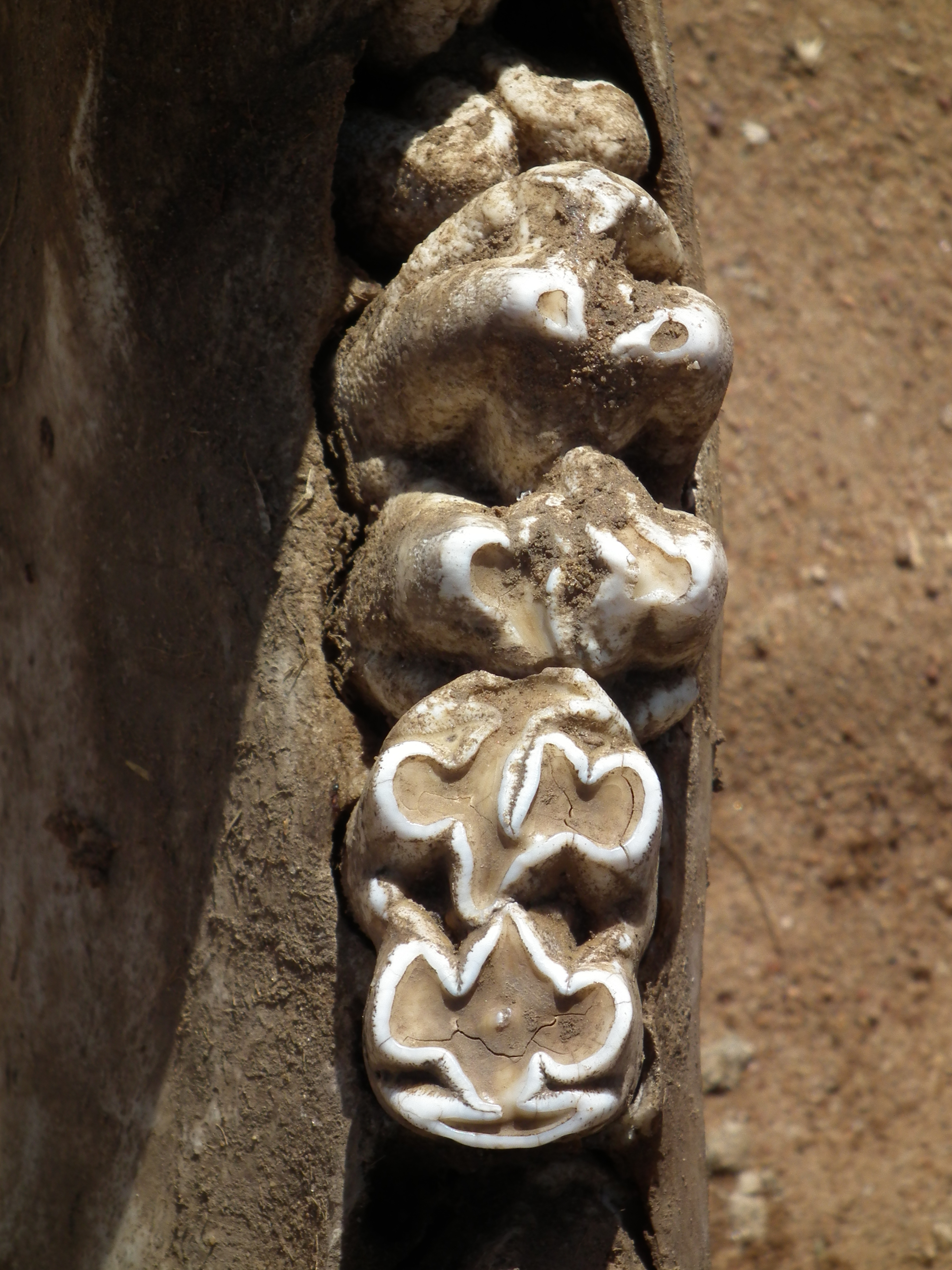
Коренные зубы гиппопотама

В исключительных случаях встречаются самцы с невероятно длинными, гипертрофированными клыками длиной свыше 1 м, упоминается даже длина в 122 см. Обычно такой длины клыки достигают, если зверь утрачивает клык противоположной челюсти; тогда клык не стачивается и постепенно разрастается до огромных размеров, загибаясь всё сильнее назад. Описаны гиппопотамы, у которых аномально длинные клыки пронзали губу и виднелись снаружи даже при закрытой пасти. Это может сильно затруднять питание животного.

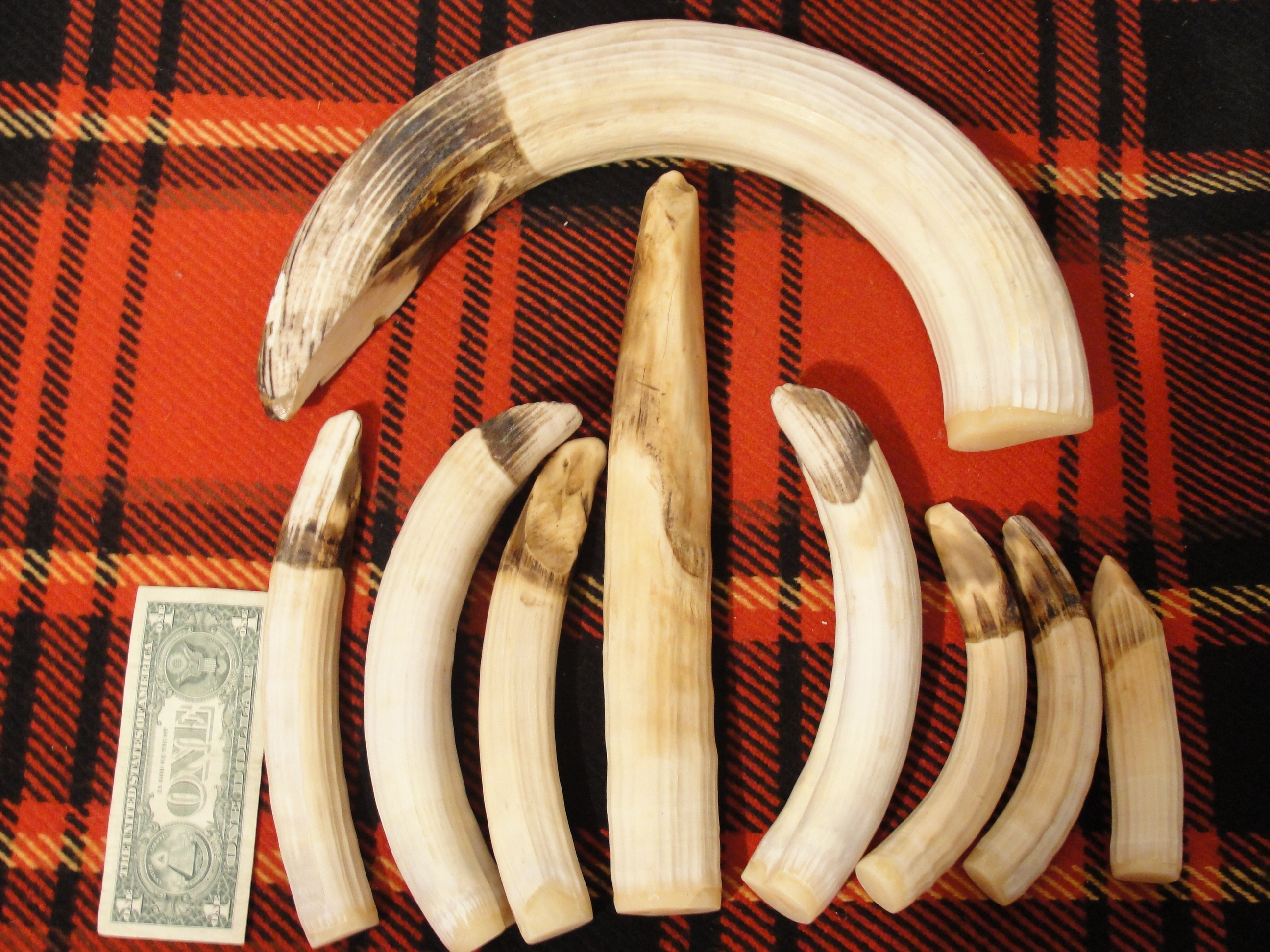
Клыки и резцы гиппопотама. В середине — нижний резец, сверху — нижний клык длиной 64 см

Нижние резцы имеют почти прямую форму и направлены практически строго вперёд. Обычно они выступают из десны на 15—17 см. Верхние резцы значительно короче. Коренные зубы бегемота не сменяются в течение жизни (в отличие, например, от слона, у которого они по мере снашивания появляются из челюсти и продвигаются вперёд на смену прежним зубам), сменяться могут только клыки, резцы и предкоренные зубы. Коренные зубы имеют приблизительно квадратную в плане форму, с бугорком на каждом углу. Их длина 5—7 см. Некоторые учёные пытались вывести метод определения возраста бегемота по степени сношенности коренных зубов. Эти исследования привели к интересным результатам — предельный возраст бегемотов в дикой природе удалось установить с высокой точностью.
У детёныша бегемота молочных зубов 32; в каждой челюсти у молодняка на 2 предкоренных зуба больше, чем у взрослого, но на 2 резца и 2 коренных зуба меньше. Смена зубов происходит на первом году жизни. Во время смены постоянные зубы могут соседствовать с ещё не выпавшими молочными, поэтому у молодого гиппопотама общее количество зубов иногда может достигать 40.

## Название
В большинстве европейских языков для бегемота используются различные варианты слова «гиппопотам», пришедшего из латинского языка, что, в свою очередь, является латинизированной формой греческого ἱπποπόταμος — «речная лошадь». В качестве полноправного синонима может использоваться также буквальный перевод на национальные языки словосочетания «речная лошадь» — например, нем. Flusspferd или швед. Flodhäst, кит. упр. 河马, пиньинь hémǎ, палл. хэма. В арабском языке, в иврите, в сербохорватском, а также в немецком в качестве одного из вариантов названия бегемот называется «нильской лошадью» (нем. Nilpferd, сербохорв. и макед. нилски коњ, араб. فرس النهر‎, ивр. סוּס הַיְּאוֹר‎); это название под влиянием арабского языка перешло в языки некоторых мусульманских стран (например, индонезийский — индон. kuda Nil).

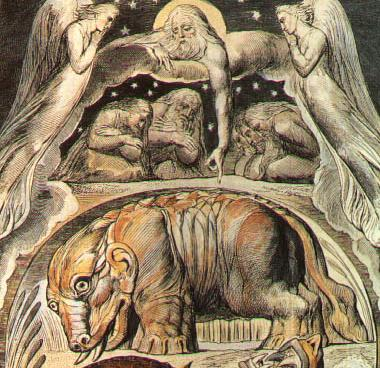
Бегемот в его библейском образе. Картина Уильяма Блейка (1757—1827)

Английский писатель Томас Майн Рид, автор многих приключенческих произведений об Африке, с недоумением отмечал: 
За что гиппопотаму дали название «речная лошадь», трудно понять. Едва ли на свете найдётся другое четвероногое, до такой степени не похожее на лошадь.
Однако в русском языке полноправным обозначением этого животного стало также и слово «бегемот». Аналогично под влиянием русского языка оно используется в украинском, белорусском, казахском и многих других языках бывшего СССР и России. Слово «бегемот» — древнееврейское, оно имеет библейское происхождение. В Библии (в Книге Иова) «бегемот» — животное, которое Бог демонстрирует праведнику Иову как символ зла (наряду с Левиафаном):
Вот бегемот, которого Я создал, как и тебя; он ест траву, как вол; вот, его сила в чреслах его и крепость его в мускулах чрева его; поворачивает хвостом своим, как кедром; жилы же на бедрах его переплетены; ноги у него, как медные трубы; кости у него, как железные прутья; это — верх путей Божиих; только Сотворивший его может приблизить к нему меч Свой;.. вот, он пьёт из реки и не торопится; остаётся спокоен, хотя бы Иордан устремился ко рту его. Возьмёт ли кто его в глазах его и проколет ли ему нос багром? (Иов 40:10-19)
Древнееврейское слово behēmōth (ивр. בְּהֵמוֹת‎) представляет собой форму множественного числа от behēmāh («животное», ивр. בְּהֵמָה‎). Существующее в современных европейских языках слово behemoth означает только животное из книги Иова.
Первые случаи употребления слова «бегемот» для наименования гиппопотама в русском языке относятся к третьей четверти XVIII века (в Европе того времени уже были распространены гипотезы, что бегемот — то же, что и гиппопотам). В первом толковом словаре русского языка, «Словаре Академии Российской», вышедшем в 1789 году, в статье «Бегемот» было приведено латинское биноминальное название, данное Карлом Линнеем за 31 год до того, и указано, что под этим имелось в виду именно «огромное двустихийное животное».

## Происхождение и систематика

### Систематическое положение
Бегемот был в числе видов, описанных Карлом Линнеем в его знаменитом труде «Система природы» в 1758 году. Для родового наименования Линней взял слово hippopotamus, употреблявшееся для обозначения бегемота ещё римлянами, а для видового — слово amphibius, то есть амфибийный, обитающий в двух средах.
Обыкновенный бегемот вместе с карликовым бегемотом (который обитает только в небольшом районе Западной Африки, в основном в Либерии) выделяется в отдельное семейство бегемотовых отряда китопарнокопытных. При этом между двумя современными бегемотами существуют отличия, достаточные для того, чтобы каждый из них выделялся в отдельный род, состоящий из одного вида: обыкновенный бегемот образует род Hippopotamus, карликовый — род Choeropsis.

### Эволюция вида

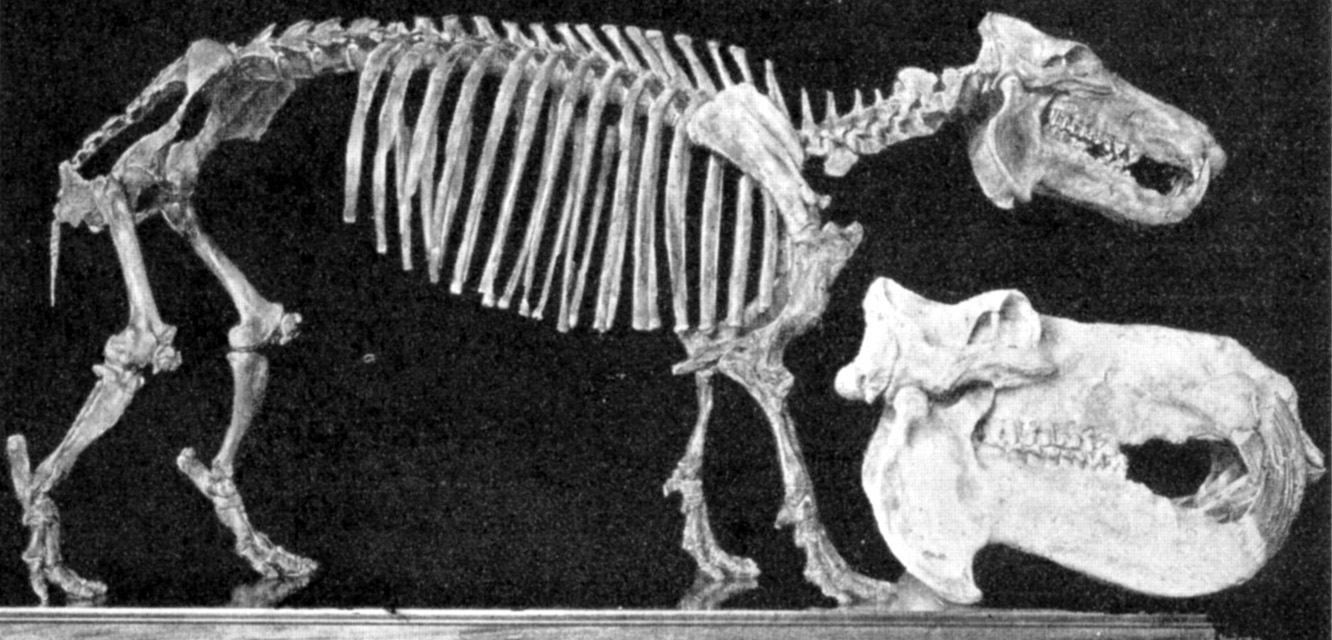
Скелет мадагаскарского бегемота Hippopotamus madagascariensis; рядом для сравнения — череп обыкновенного бегемота

Эволюция бегемота изучена пока недостаточно. Ряд исследователей полагают, что на протяжении десятилетий этому вопросу не уделялось достаточного внимания.
Бегемотовые, близкие к современным, появились в третичный период около 54 млн лет назад. Предками бегемотов, как и других копытных, были древние копытные-кондиляртры. Вероятно, по образу жизни первые бегемотовые напоминали современного карликового бегемота, который по ряду признаков находится ближе к вымершим предкам, чем обыкновенный бегемот. Они вели такой же скрытный и одиночный образ жизни, обитая в густых влажных лесах. Ископаемые костные остатки первых бегемотов современного типа относятся к нижнему миоцену Африки; бегемоты, которых можно уверенно отнести к роду Hippopotamus, появились, по-видимому, около 2,5 млн лет назад. В плиоцене и плейстоцене они достигли широкого распространения.
В плейстоцене число видов семейства бегемотовых было существенно больше, чем в наши дни. Интенсивное изучение в 1989—1991 годах ископаемых остатков млекопитающих в районе Лотагам близ озера Рудольф в Кении показало, что остатки различных бегемотовых составляют около 14 % от остатков всех позвоночных и 27 % — от всех млекопитающих, обитавших там в промежутке между 7,91 и 5,23 млн лет назад. В этот период там обитало одновременно 4 вида бегемотовых, занимавших экологическую нишу, которая сейчас занята только одним видом, обыкновенным бегемотом. Однако обитавшие там древние бегемоты рода Hexaprotodon (в частности, Hexaprotodon harvardi) были, по-видимому, в более близком родстве с карликовым бегемотом, чем с обыкновенным. Карликовый бегемот, в свою очередь, отделился от общего эволюционного ствола бегемотовых около 5 млн лет назад.
В раннем плейстоцене, около 1 млн лет назад, обыкновенный бегемот особого подвида — H. a. antiquus (лат. antiquus — древний) — обитал даже в Европе; его кости были найдены при палеонтологических раскопках на территории Германии (Тюрингия); гиппопотамы другого мелкого подвида водились на островах Средиземного моря — Кипре и Крите. Остатки бегемота этого же или другого, но очень близкого вида обнаружены и в ранне- и среднеплейстоценовых отложениях Англии. Обыкновенный бегемот исчез в Европе при наступлении последнего плейстоценового оледенения. Наиболее поздние ископаемые остатки обыкновенного бегемота, найденные на территории юга Италии, датируются межгляциальным периодом (MIS 4) около 70 тыс. лет назад.
В послеледниковое время большинство видов рода Hippopotamus в континентальной Африке вымерли, остался только один вид — обыкновенный бегемот. Однако в тот период (конец плейстоцена), согласно генетическим исследованиям, произошло значительное расширение ареала его обитания, связанное с увеличением количества и размера водоёмов. Бегемот заселил и остров Мадагаскар, где обнаружены останки по крайней мере трёх видов ископаемых бегемотов, предком которых был, вероятнее всего, обыкновенный бегемот. Они вымерли по эволюционным меркам совсем недавно, в историческое время, — около тысячи лет назад (сейчас на Мадагаскаре бегемот не встречается). Два ископаемых мадагаскарских бегемота были изучены относительно полно — эти два вида чётко различаются друг от друга, но относятся оба к роду Hippopotamus — H. lemerlei и H. madagascariensis. Эти бегемоты, обитая длительное время в изоляции на острове, подверглись так называемой островной карликовости и сильно уменьшились в размерах. Уменьшился также и относительный объём их мозга, что также является типичным для животных, живущих в условиях островной изоляции.

### Родство с другими подотрядами и семействами млекопитающих

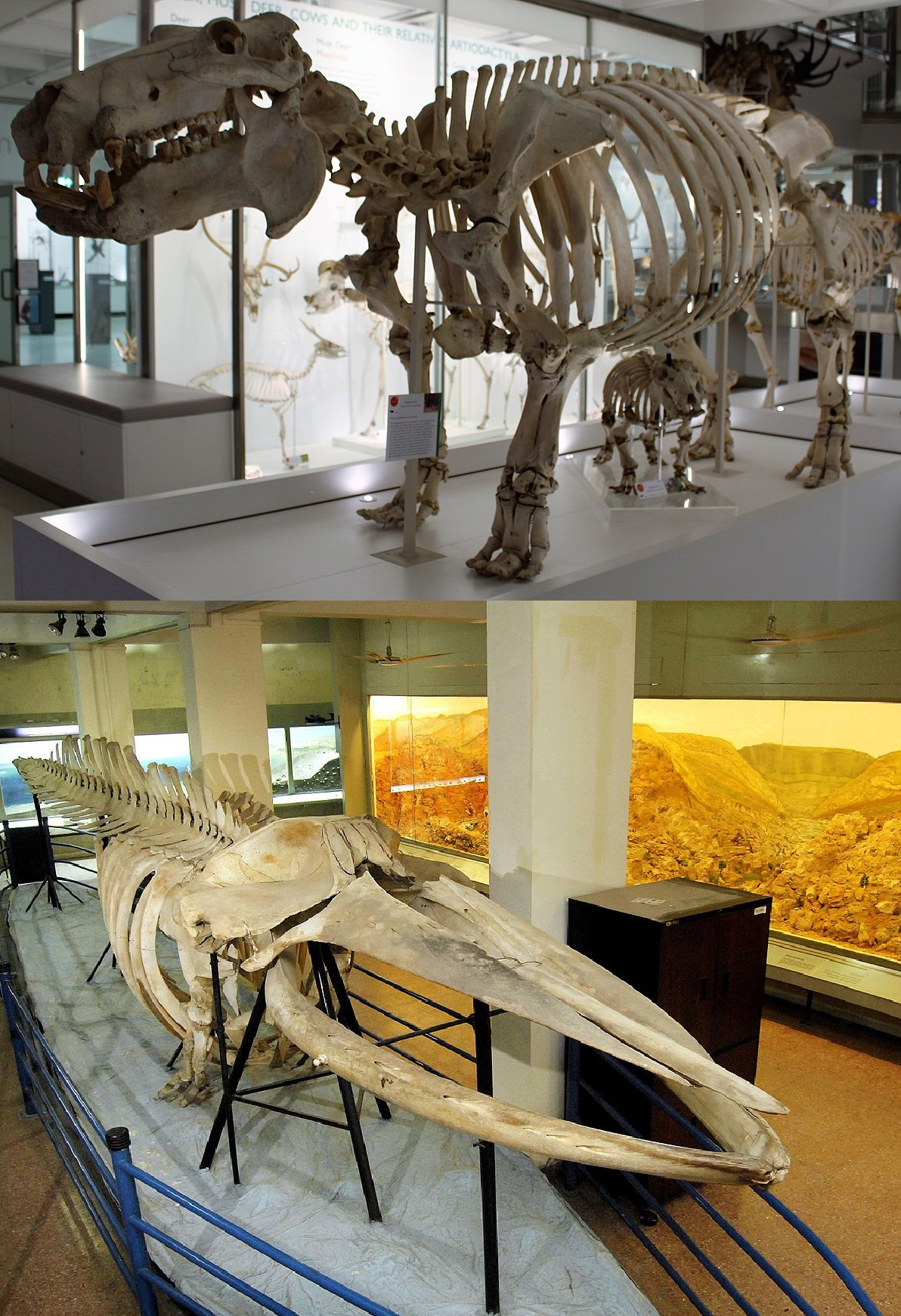
Сверху: скелеты бегемотов (взрослого и детёныша);
Снизу: скелет детёныша синего кита

Долгое время учёные не сомневались в близком родстве бегемота со свиньями (Suidae) и пекари (лат. Tayassuidae). Действительно, бегемоты имеют с ними много общих признаков, а их эволюционные линии разошлись от общих предков сравнительно недавно — в позднем эоцене. Поэтому семейство бегемотовых долгое время объединялось в один подотряд с этими семействами — нежвачные (Nonruminantia). Однако опубликованные в 1997 году американскими учёными данные показывают, что бегемоты имеют наиболее близкое родство с китообразными (Cetacea). Дальнейшие исследования подтвердили родство этих групп; по этой причине бегемотовые и китобразные были объединены в один подотряд Whippomorpha, либо Cetancodonta.
Помимо явной генетической близости, бегемоты обладают и другими признаками, которые могут доказывать близкое родство бегемотов и китообразных и которые обычно отсутствуют у других млекопитающих. В одном из исследований на эту тему среди таких признаков, в частности, называются следующие:
- Бегемоты обитают в пресных водоёмах. Два рода древних китов, пакицеты (Pakicetus) и Nalacetus[англ.], также придерживались пресных вод.
- Самки бегемотов, как и самки китообразных, рожают и выкармливают детёнышей в воде.
- Бегемоты, как и киты, практически не имеют волосяного покрова.
- У бегемотов и китов отсутствуют сальные железы[прим. 1].
- Из всех млекопитающих только китообразные и бегемоты могут издавать звуки и обмениваться сигналами под водой.
- У китов и бегемотов семенные железы самцов скрыты внутри тела. У китообразных они находятся в брюшной полости; у древних бегемотообразных копытных семенные железы находились в области паха, но также внутри. Бегемот, таким образом, рассматривается рядом специалистов как промежуточная стадия между этими древними копытными и китами.

В то же время ряд данных признаков (рождение в воде, выкармливание под водой) присутствует у млекопитающих отряда сирен (дюгоней и ламантинов).
Несмотря на близкое родство между бегемотовыми и китообразными, палеонтологическая летопись свидетельствует о том, что представители этих таксонов освоили (полу)водный образ жизни независимо друг от друга. Таким образом, адаптации к жизни в водной среде обитания, скорее всего, развились у них в результате конвергентной эволюции.

## Подвиды
Несмотря на то, что бегемот издавна является объектом изучения зоологов, вопрос о подвидах бегемота решён не полностью. Многие специалисты полагают, что с высокой степенью вероятности популяция современного бегемота распадается на 5 подвидов, хотя некоторые современные исследователи наличие подвидов отрицают.
- Hippopotamus amphibius amphibius Linnaeus, 1758. Это типовой подвид, описанный Карлом Линнеем. Данный подвид приурочен к Судану (где он встречается в южных районах страны в Ниле[2]), Эфиопии и северным частям Демократической Республики Конго[3].
- H.a.kiboko Heller 1914. Район обитания этого подвида — Сомали и Кения.
- H.a.capensis Desmoulins, 1825. Распространён в южной части континента, от Замбии до ЮАР.
- H.a.tschadensis Schwarz, 1914. Свойственен Западной Африке.
- H.a.constrictus Miller 1910. Ареал этого подвида — Ангола, юг Демократической Республики Конго и Намибия.

Все данные подвиды были описаны ещё в XIX — начале XX века, но основания для их выделения, выражавшиеся прежде всего в мелких деталях формы черепа и размера ноздрей, не считались многими специалистами как существенные. Только в настоящее время появились исследования, обосновывающие выделение у бегемота подвидов с помощью генетических методов. В 2005 году были подтверждены генетические различия между тремя первыми подвидами. Однако генетические различия между подвидами не могут, по-видимому, быть значительными, поскольку между различными популяциями гиппопотамов всегда существовала связь, учитывая, что почти все африканские реки и озёра связаны между собой. Тем не менее, у современного бегемота в любом случае существовали вымершие подвиды — подвидом современного считается, например, упомянутый выше раннеплейстоценовый европейский бегемот H.a.antiquus.

## Ареал и численность

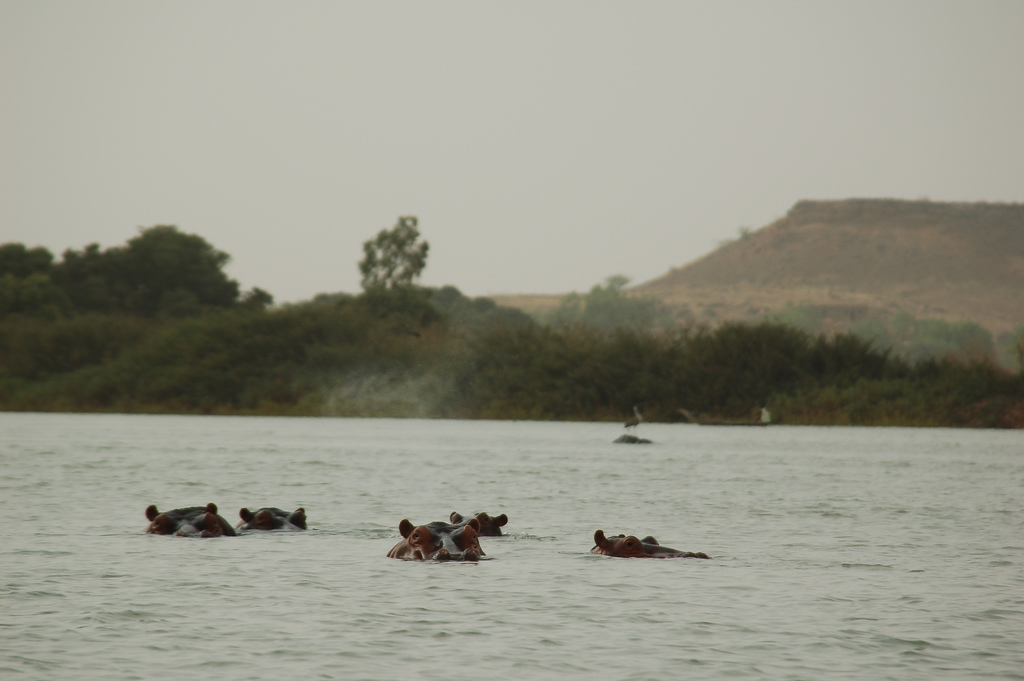
Группа гиппопотамов в реке Нигер

### Исторический ареал
В послеледниковый период, 6—7 тысяч лет назад, на территории Сахары господствовал влажный климат, при котором на месте нынешней пустыни был ландшафт редколесной саванны, а осадков в сезон дождей выпадало 500—700 мм. В то время бегемот был обычным обитателем водоёмов, впоследствии исчезнувших. Следы человеческой жизнедеятельности, оставленные в виде кухонных куч, ясно свидетельствуют о наличии в то время в Сахаре бегемотов. Изображения гиппопотамов имеются и среди образцов наскальной живописи, относящейся к тому периоду. Однако период нарастающей сухости, начавшийся примерно 2500 лет назад, привёл к полному исчезновению влаголюбивой фауны в Сахаре (не только бегемотов, но и крокодилов, буйволов и многих антилоп).
Возможно, в древности бегемот водился и на Ближнем Востоке, в частности, в реке Иордан, о чём свидетельствуют как ископаемые находки, так и — косвенно — некоторые литературные памятники. Значительное число находок изделий из бегемотовой кости, обнаруженное при раскопках древних поселений в Месопотамии и Сирии, приводило многих исследователей к мысли, что бегемот несколько тысячелетий назад был распространён в этих местах весьма широко. Тем не менее, существуют обоснованные сомнения в массовом обитании там бегемота, а бо́льшая часть указанных находок должна быть отнесена к импорту из Древнего Египта. Однако, скорее всего, гиппопотамы ещё встречались в начале железного века в Палестине.
На территории северо-западной Африки (современные Марокко и Алжир) бегемот водился в античное время. Во всяком случае, наличие бегемотов в этих местах упоминал Плиний Старший в своём знаменитом трактате «Естественная история», утверждая, что реки там полны крокодилов и гиппопотамов. Бегемот в древности был многочислен в Египте, но уже со времён поздней античности до 1700-х годов его популяция распадалась на два основных участка — в дельте Нила и в Верхнем Египте. В Египте бегемот стал уже весьма редок в эпоху европейского Возрождения и окончательно исчез к XIX веку.
Туземное население Африки во все времена охотилось на бегемотов, но из-за примитивности вооружения добыча бегемотов африканцами не была массовой и не подрывала популяции этих животных. Ко времени начала активной колонизации Африки европейцами (середина XIX века) практически все водоёмы континента к югу от Сахары буквально кишели бегемотами. Появление хорошо вооружённых белых охотников привело к быстрому сокращению численности бегемотов из-за бесконтрольного хищнического отстрела. Ситуацию резко усугубило распространение огнестрельного оружия среди туземцев.

### Современный ареал и численность

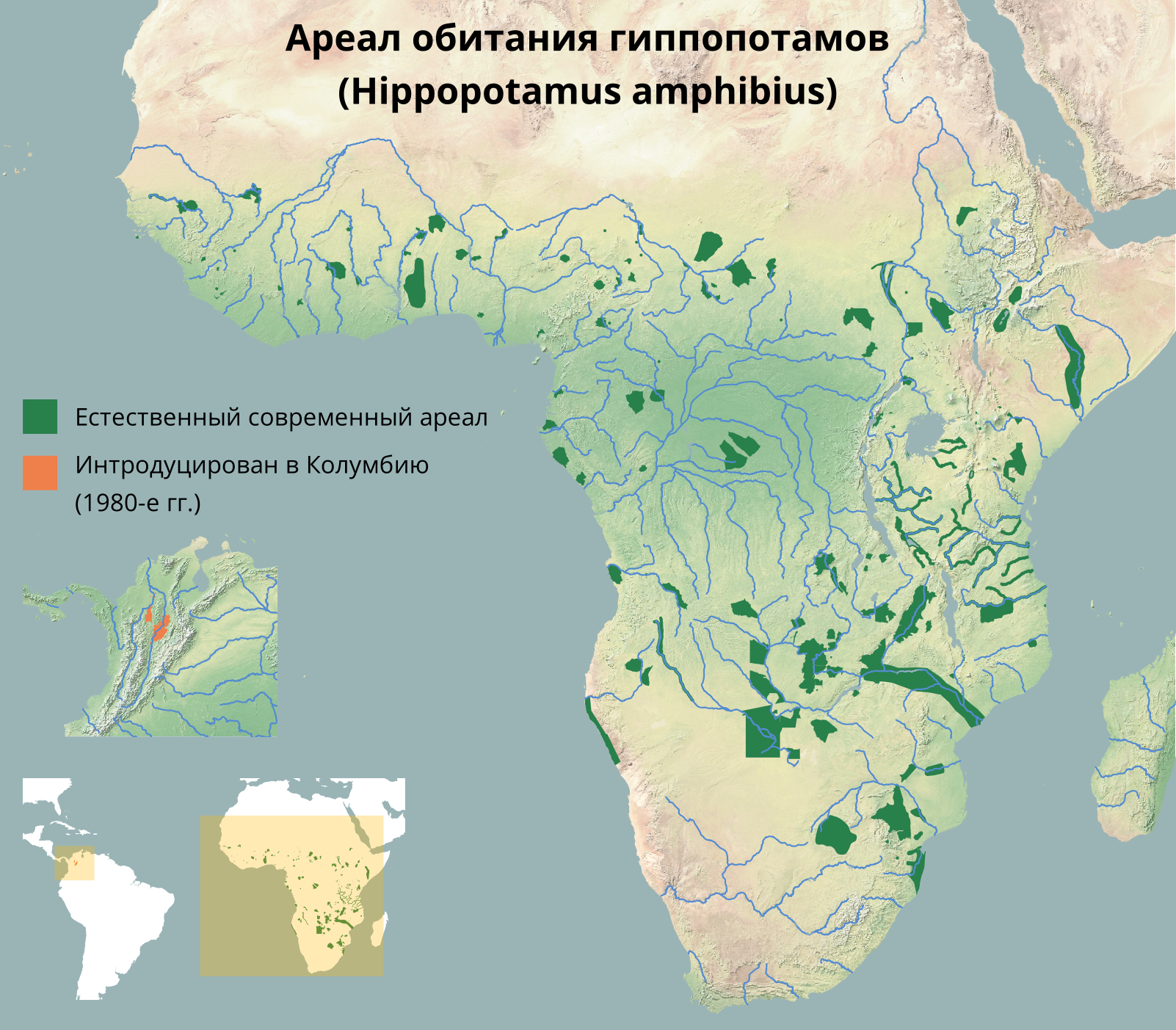
Карта современного ареала обитания гиппопотамов

Бегемот в настоящее время обитает только в Африке к югу от Сахары, кроме острова Мадагаскар. В целом ареал бегемотов остался практически неизменным по сравнению с 1959 годом, когда были проведены первые точные исследования, но численность бегемотов сильно сократилась. С того времени они полностью исчезли только на территории ЮАР, за исключением популяции в национальном парке им. Крюгера. Тем не менее, на территории своего ареала бегемот далеко не везде встречается в значительных количествах. Относительно многочисленные и стабильные популяции ещё в 1960-70-е годы существовали в основном на охраняемых территориях, за их пределами же численность гиппопотамов уже тогда была очень небольшой, а к началу XXI века ситуация заметно ухудшилась. В 2008 году в Африке насчитывалось, по разным данным, от 125 до 150 тыс. бегемотов, причём, согласно исследованиям специальной группы Международного союза охраны природы (МСОП), наиболее вероятен разброс 125—148 тыс. В 1993 году, по некоторым подсчётам, бегемотов было 157 тыс.

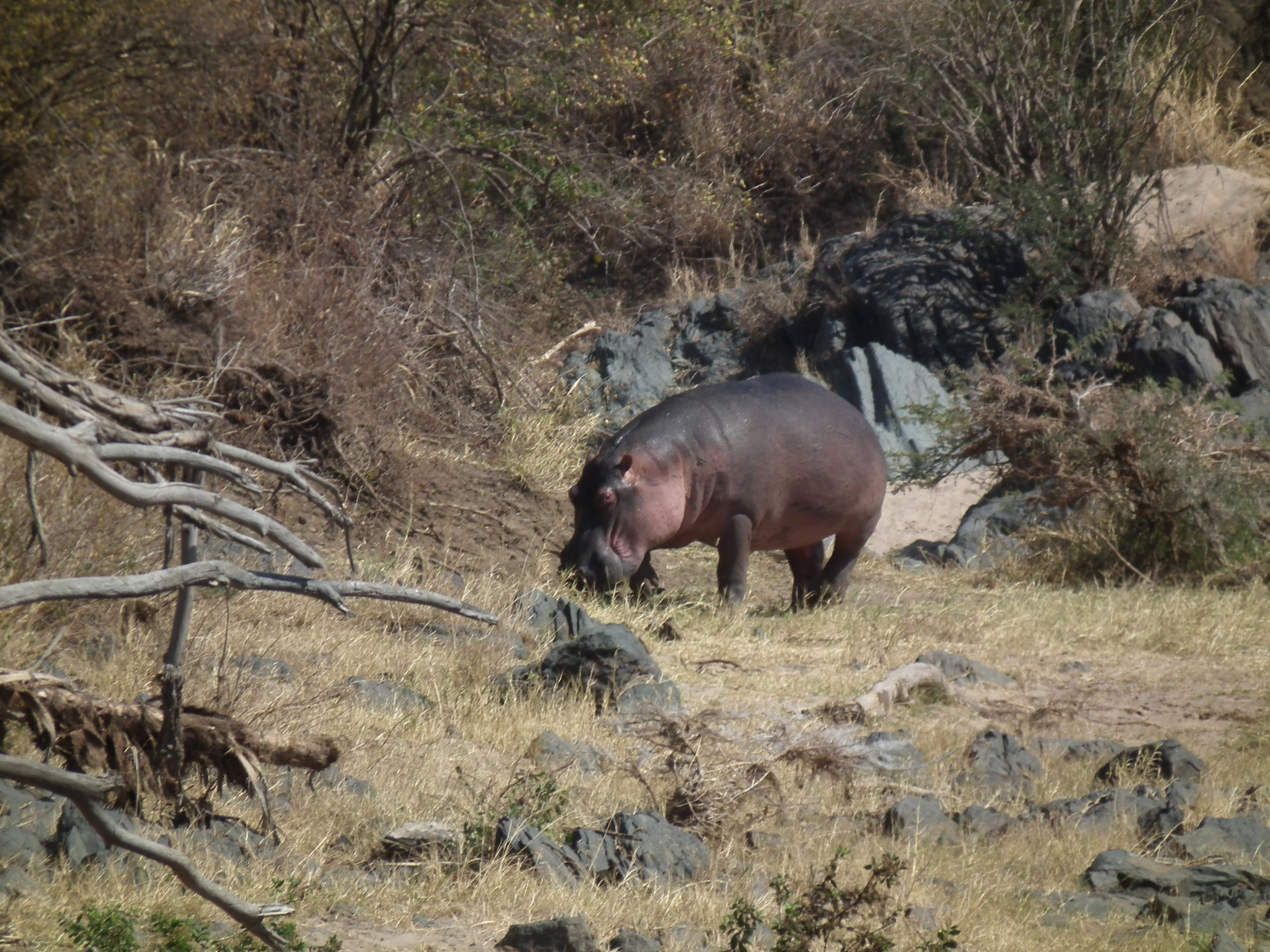
Бегемот, вышедший на берег, Танзания

В настоящее время основная часть общей популяции гиппопотамов находится на территории Восточной и Юго-Восточной Африки, это в основном территория Кении, Танзании, Уганды, Замбии, Малави и Мозамбика (всего в этом регионе около 80 тыс. голов). Замбия стоит на первом месте среди всех стран Африки по поголовью бегемотов — около 40 тыс. животных. В ЮАР гиппопотамы сохранились только в заповеднике им. Крюгера, хотя там ситуация благополучна благодаря хорошо налаженной системе учёта диких животных и их охраны. В Зимбабве, где несколько десятилетий назад бегемоты были очень многочисленны, в 2000-е годы их поголовью был нанесён огромный ущерб из-за экономического краха — обнищавшее население было вынуждено добывать бегемотов для пропитания.
Что касается Западной Африки, то там, хотя ареал бегемота достаточно обширен и охватывает 19 государств, популяция сравнительно малочисленна — в общем только 7 тыс. голов. К тому же ареал гиппопотама в Западной Африке повсеместно сильно разорван. Наибольшие популяции бегемотов в Западной Африке отмечены в Сенегале и Гвинее-Бисау.
Одним из самых значительных в новой истории случаев падения местного поголовья бегемотов стало сокращение их популяции в Демократической Республике Конго. Череда гражданских конфликтов и длительный период политического хаоса в этой стране в 1990—2000-е годы привели к катастрофическому снижению численности бегемотов. В 1994 году там насчитывалось около 30 тыс. гиппопотамов, и, таким образом, их популяция была второй по численности после замбийской. Однако в период гражданской войны и голода, в условиях полного распада природоохранной системы, местное население активно истребляло бегемотов для пропитания, а также как источник ценной кости. В результате к 2003 году в ДРК осталось чуть больше 1 тыс. бегемотов. Ситуация продолжает ухудшаться — в 2005 году бегемотов там было уже меньше 900. Подобное же сокращение численности наблюдалось по тем же причинам в Руанде и Бурунди; политическая нестабильность в этих странах сильно затрудняет ведение точных подсчётов.

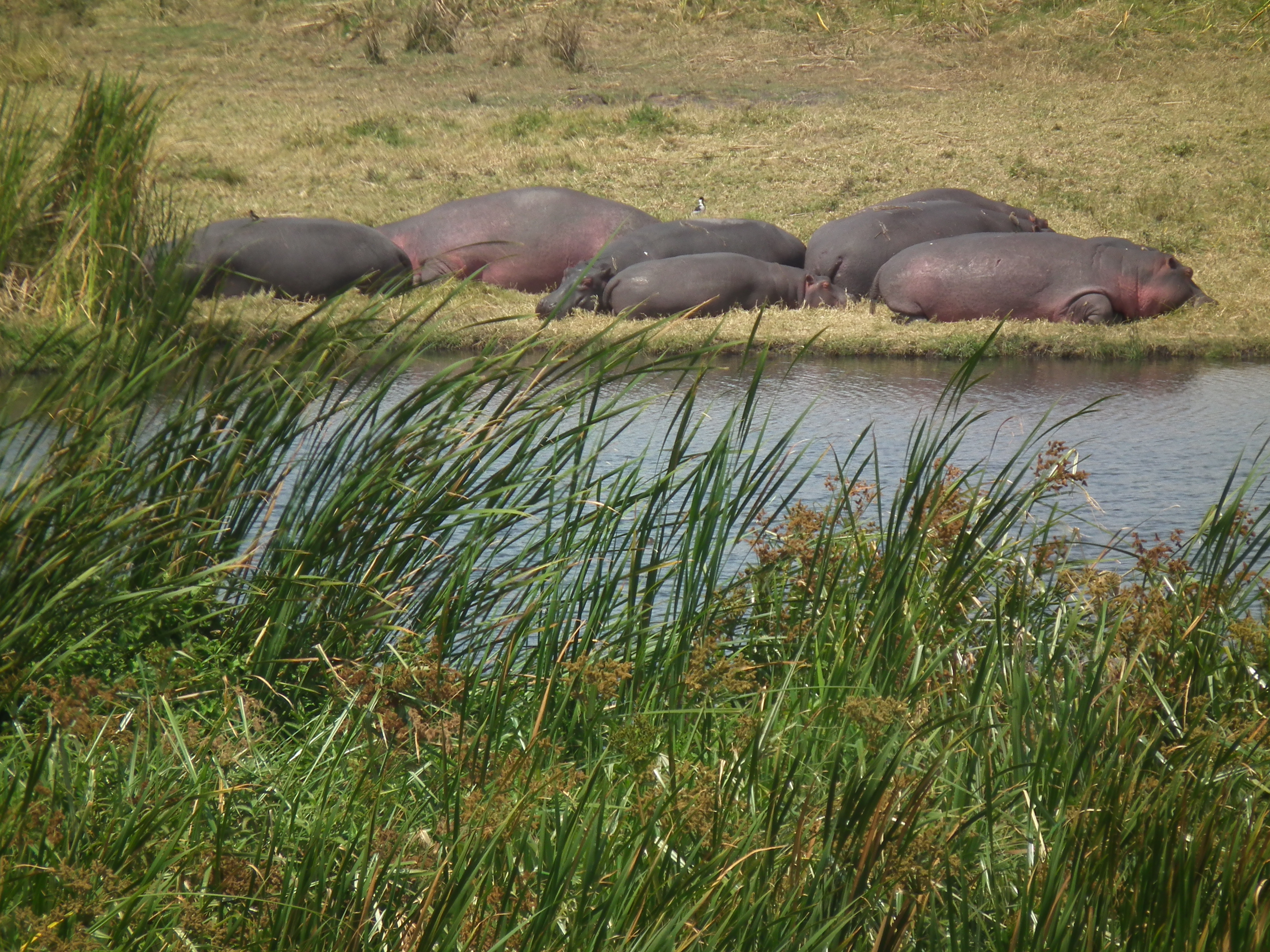
Бегемоты в типичном биотопе, Танзания

На половине ареала отмечено падение численности в сравнении с серединой 1990-х годов (в целом, видимо, на 7—10 %). Современный охранный статус бегемота — находящийся в уязвимом положении (англ. Vulnerable). Ещё в 1996 году статус был гораздо более благоприятным — находящийся под наименьшей угрозой (англ. Least concern). Специалисты МСОП ожидают, что в течение следующих трёх поколений (примерно 30 лет) популяция гиппопотамов сократится на треть от нынешней численности.

### Места обитания и миграции

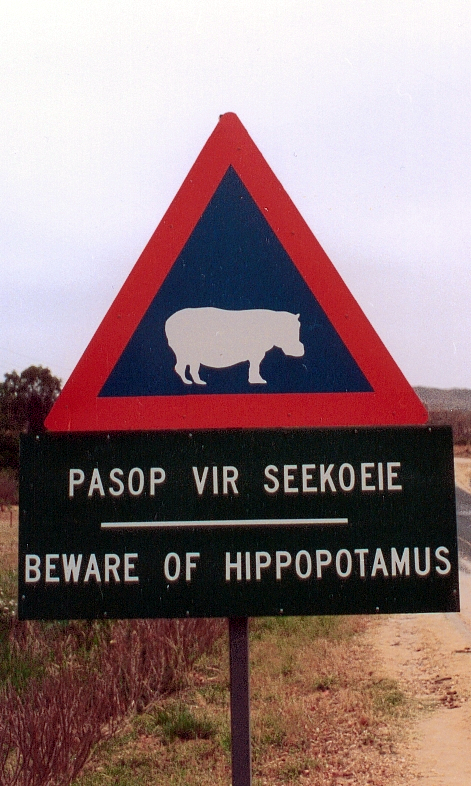
Знак, предупреждающий о возможности встречи с гиппопотамом (ЮАР, национальный парк Крюгера)

Биотоп гиппопотама — берега водоёмов, причём исключительно пресных. Впрочем, в ряде мест Западной Африки бегемот встречается в эстуариях рек или у мест их впадения в море, но в любом случае он никогда не обитает в морской воде. Тем не менее, известны случаи, когда бегемоты оказывались в море, переплывая проливы или пытаясь добраться до островов. Так, бегемоты без большого труда перебирались с материка на остров Занзибар, переплывая 30-километровый пролив. О способности бегемотов пересекать небольшие морские проливы свидетельствует наличие небольшой популяции на островах Бижагош у побережья Гвинеи-Бисау.
Наличие водоёма является необходимым фактором для обитания бегемотов. Это не обязательно должны быть крупные реки или озёра; бегемотам достаточно и сравнительно небольших грязевых озёр в саванне. Главное, чтобы водоём отвечал двум условиям — был достаточно большим, чтобы в нём могло разместиться целое стадо, и не пересыхал на протяжении всего года, чтобы гиппопотамы могли пользоваться им даже в сухой сезон. Во влажных дождевых лесах (например, в массивах джунглей бассейна Конго) бегемоты отсутствуют, за исключением берегов крупнейших рек. Обязательным фактором также является наличие травянистых низин вблизи водоёма, необходимых бегемоту для кормёжки.
При наступлении неблагоприятных условий бегемоты перебираются из одного водоёма в другой при наличии такового. Свидетельство этому было недавно отмечено в одном из сафари-парков Израиля близ города Рамат-Ган. Одно из искусственных озёр, населённых гиппопотамами, начало пересыхать, однако звери оставались в нём, пока его глубина не уменьшилась до полуметра. Тогда бегемоты все вместе ушли из озерка и перебрались в другое, более глубокое. Администрации парка, чтобы вернуть бегемотов, пришлось потратить немало средств на срочное углубление первого водоёма.
Однако гиппопотамы не способны к дальним сухопутным миграциям и в случае бескормицы или пересыхания водоема обычно сильно страдают, не будучи в состоянии отправиться в более благоприятные места, если они расположены достаточно далеко. Один из британских зоологов в 1930-е годы во время крайне сильной засухи наблюдал тысячи бегемотов, лежавших в иле пересохших водоёмов. Они обессилели до такой степени, что не могли подняться. В то же время известны отдельные особи, которые по непонятным причинам проявляют склонность к очень дальним переходам. Так с 1928 по 1931 годы самка бегемота, получившая кличку Губерта, прошла свыше 1600 км по территории нынешней ЮАР. Наличие бегемотов в знаменитом кратере Нгоронгоро демонстрирует их способность преодолевать довольно высокие и обрывистые склоны, иначе они не оказались бы в этом заповеднике, представляющем собой кальдеру древнего вулкана, окружённую высоким скалистым валом.
Там, где бегемотов много, их навоз играет весьма существенную роль в местной экосистеме. Например, в озёрах Африканского рифта колоссальные уловы тилапии были возможны в первую очередь благодаря большому количеству бегемотов, помёт которых, попадая в воду, становился питательной средой для размножения фитопланктона, служившего, в свою очередь, пищей промысловым рыбам. Соответственно, исчезновение гиппопотамов практически всегда влекло и резкое снижение улова. В последние годы так произошло, например, в Демократической Республике Конго, где, как упоминалось выше, гражданская война и разруха привели к истреблению большей части бегемотов. Это нанесло колоссальный удар по благосостоянию рыбаков, занимавшихся промыслом на озере Эдуард. Многократное уменьшение поголовья промысловых рыб было вызвано тем, что из 10 тыс. бегемотов, обитавших на этом озере в 1970-е годы, к 2005 году осталось лишь 600.

### Инвазивный вид в Колумбии
В 2023 году колумбийские власти просят другие страны принять около 70 бегемотов, которые находятся за пределами территории бывшего ранчо Пабло Эскобара, где им обеспечены необходимые условия и контролируется размножение. В Колумбии отсутствуют хищники, которые регулировали бы количество гиппопотамов, и экскременты животных изменяют состав воды и дна рек, что может поставить под угрозу выживание колумбийских капибар и ламантинов. В 2022 году правительство Колумбии официально объявило гиппопотамов чужеродным инвазивным видом.

## Образ жизни

### Поведение
Жизнь бегемотов подчинена строгому суточному ритму. Бо́льшую часть светлого времени суток гиппопотамы проводят в воде, где спят или дремлют на отмелях, почти погрузившись и выставив лишь верхнюю часть головы и спины. С наступлением темноты они отправляются на кормёжку и возвращаются назад на рассвете.
Взрослые самцы, не имеющие гаремов, чаще всего живут в одиночку. Между такими самцами особенно часто возникают драки за территорию. Столкновения бегемотов начинаются с определённого ритуала: вначале противники долго стоят друг против друга, широко раскрывая пасть и демонстрируя клыки. Драки бегемотов обычно длятся долго (до двух часов) и бывают очень жестокими. Разъярившиеся гиппопотамы наносят друг другу страшные раны, причём победитель часто преследует убегающего побеждённого соперника. Смертельные случаи в таких поединках являются обычными. Нередко, впрочем, дело не доходит до боя; тогда самец, считающий себя проигравшим, ныряет и быстро уходит от противника под водой.
Бегемоты, вышедшие на берег, проявляют особую агрессивность. Они не терпят соседства даже своих сородичей и отгоняют всех приближающихся крупных животных. Случается, что гиппопотамы вступают в драку даже со слонами или носорогами. Известный профессиональный охотник Джон Хантер был свидетелем столкновения бегемота и носорога, в результате которого оба зверя погибли:
Однажды на берегу озера я увидел, как встретились гиппопотам с носорогом. Оба были зрелыми самцами. Столкнувшись, они убили друг друга. Гиппопотам, по всей видимости, вышел на берег, чтобы попастись в роскошной траве. Здесь он повстречал носорога, спустившегося попить. Ни один из них не пожелал другому уступить дорогу. Произошло ужасное сражение. Спина носорога была порвана огромными челюстями гиппопотама. Гиппопотам же был в нескольких местах сильно пропорот рогом носорога. Оба зверя лежали в нескольких футах друг от друга, погибнув в результате совершенно бессмысленной дуэли. Несомненно, здесь был затронут вопрос чести.
Взрослые матёрые самцы (в возрасте 20 лет и старше) занимают свой индивидуальный участок берега, протяжённость которого составляет обычно 50—100 метров на реках и 250—500 метров на озёрах. Бегемот пользуется одним и тем же участком на протяжении достаточно долгого времени — регистрировались случаи, когда самец владел своим участком в течение 8 лет. На озёрах этот срок короче. В пределах своего участка доминантный самец, как правило, терпимо относится к присутствию других, более слабых, самцов, которых старается лишь не допускать к спариванию.

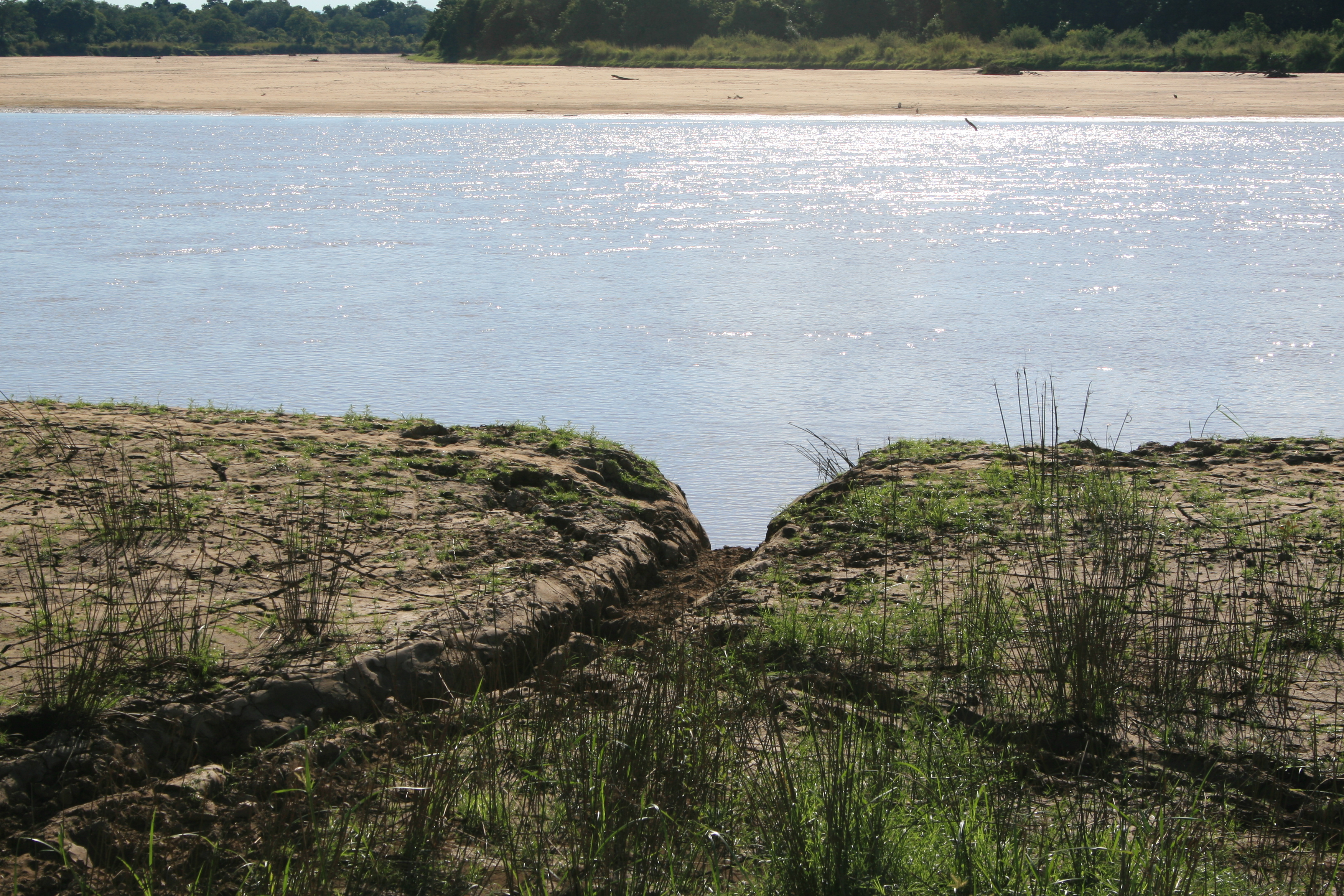
Тропа бегемота, Замбия (берег реки Луангва)

Каждый взрослый самец бегемота, выходя из воды и отправляясь на жировку (кормёжку), обычно пользуется одной и той же индивидуальной тропой. В мягкой почве эти тропы (особенно, если ими пользуются несколько гиппопотамов) быстро превращаются в широкие и глубокие — до полутора метров — канавы. Если бегемоты пользуются тропой на протяжении многих лет, то такие канавы образуются даже в камне. Там, где бегемотов много, их тропы — одна из наиболее заметных черт ландшафта: обрывистые берега бывают рассечены ими через каждые несколько десятков метров. Испуганный бегемот, бросаясь к реке, часто скользит по такой канаве на брюхе, развивая очень высокую скорость, особенно если канава спускается к воде под большим уклоном. Свернуть с дороги скользящий бегемот уже не может, поэтому человек или животное, попавшиеся ему на пути, будут неминуемо раздавлены.

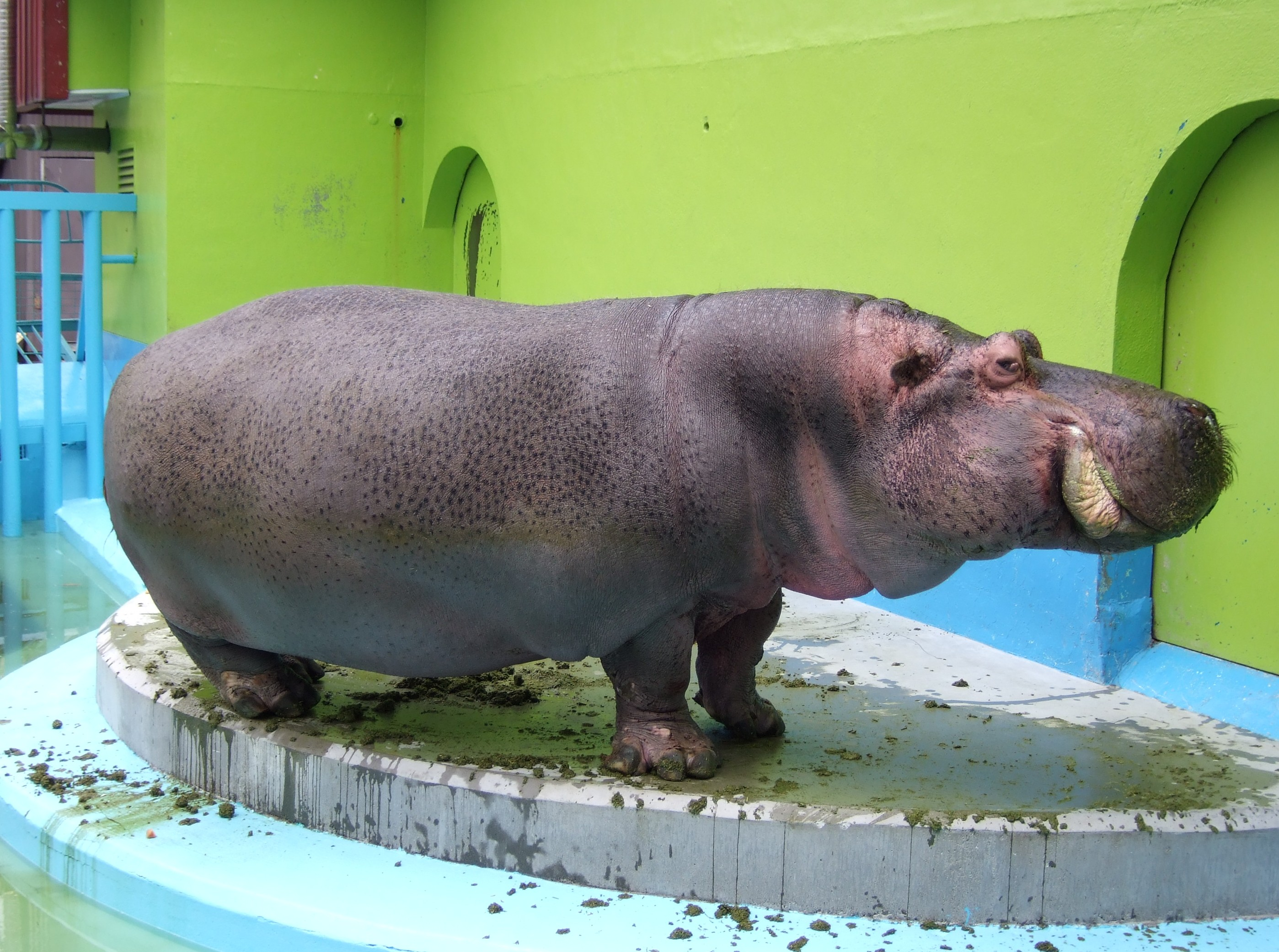
Бегемот в зоопарке в Японии (г. Обихиро)

Нырнувший бегемот плотно закрывает ноздри и прижимает уши. Спящий бегемот также постоянно поднимается для дыхания, делая это рефлекторно. В воде бегемот может ходить по дну, плывущий бегемот делает такие же движения ногами, как при ходьбе. Выныривая после долгого погружения, зверь с шумом выдыхает воздух, смешанный с брызгами воды. При этом, особенно в прохладную погоду, содержащийся в выдыхаемом воздухе пар конденсируется и образует заметные фонтаны (точно такое же явление происходит при выдохе у китов). Взрослый бегемот может весьма долго находиться под водой, задерживая дыхание обычно на 3—5 минут, часто до 6 минут и даже до 10 минут. 2-месячный детёныш обычно выныривает каждые 20—40 секунд. Частота дыхания взрослого гиппопотама — 4—6 раз в минуту (в среднем 5), но у вынырнувшего после долгого пребывания под водой зверя учащается в несколько раз.

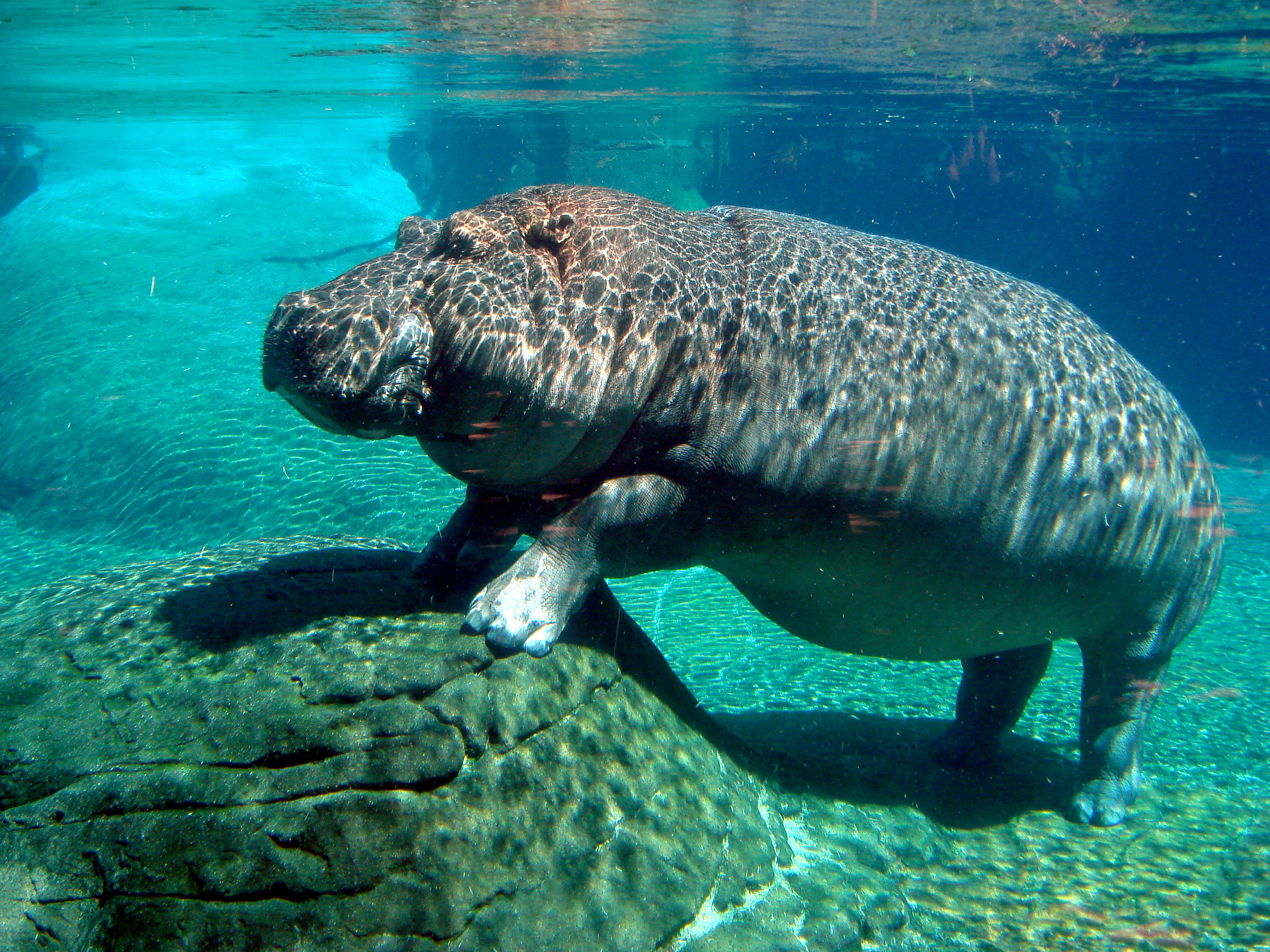
Нырнувший бегемот в зоопарке Сан-Диего, США

Обычно гиппопотам передвигается шагом. В редких случаях он может бежать со скоростью до 30 км/ч, но обычно самый быстрый его аллюр — тяжёлая и достаточно медленная рысь.

### Стада бегемотов
Обычно бегемоты держатся небольшими группами в 20—30 особей, хотя изредка встречаются большие стада, до 150 и даже 200 голов. Группы бегемотов сбиваются в крупные стада при наступлении неблагоприятных условий, обычно во время пересыхания большей части водоёмов. В таких скоплениях обычно происходят жестокие драки самцов за место в иерархии; вообще при таком массовом скоплении агрессивность гиппопотамов повышается.
Молодые, неполовозрелые самцы, оставшиеся без доступа к самкам, часто образуют отдельные небольшие «холостяцкие» стада. Самки же обычно остаются в стаде, где родились. Состав стада самок, видимо, остаётся более-менее постоянным на протяжении нескольких месяцев. Взрослые самцы, оставшиеся без гаремов, держатся чаще в одиночку. Стадо в спокойном состоянии держится компактно; самки с молодняком при этом находятся посередине. Даже доминантный самец, если он попытается пробраться внутрь скопления самок, изгоняется ими.

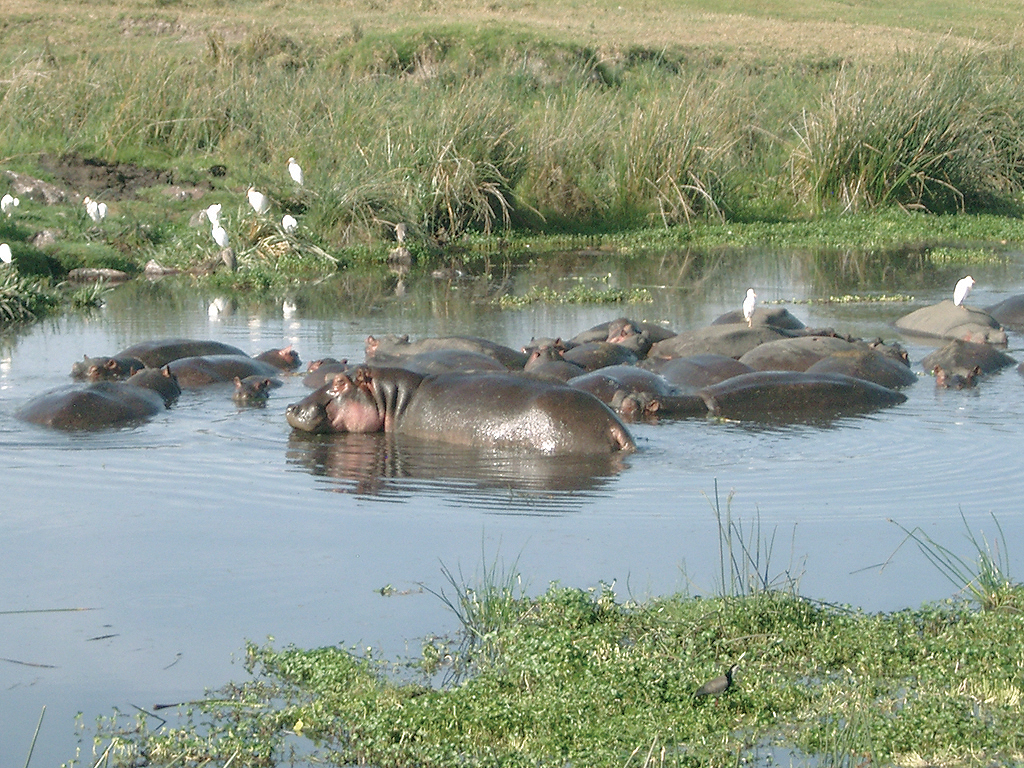
Стадо бегемотов, Нгоронгоро

### Коммуникация между бегемотами
Обмен голосовыми и другими коммуникационными сигналами имеет важное значение в жизни гиппопотамов, позволяя, например, идентифицировать друг друга. Гиппопотамы обладают достаточно развитой системой голосовой коммуникации — существуют различные сигналы, выражающие опасность, агрессию и т. д. В целом голос бегемота не отличается разнообразием — это или рёв, или хрюканье. Рёв бегемота — один из наиболее характерных и узнаваемых звуков африканской дикой природы. Общение с сородичами происходит с помощью коротких утробных ревущих звуков. Самка в период спаривания, привлекая самца, издаёт громкое мычание. Бегемот может также издавать звук, похожий на конское ржание, что, возможно, и послужило причиной его названия в греческом языке — «речная лошадь». Зверь также часто фыркает и с шумом выпускает воздух из ноздрей, что, как правило, является признаком раздражения и агрессивных намерений, но это может быть также сигналом тревоги (например, при приближении хищников).

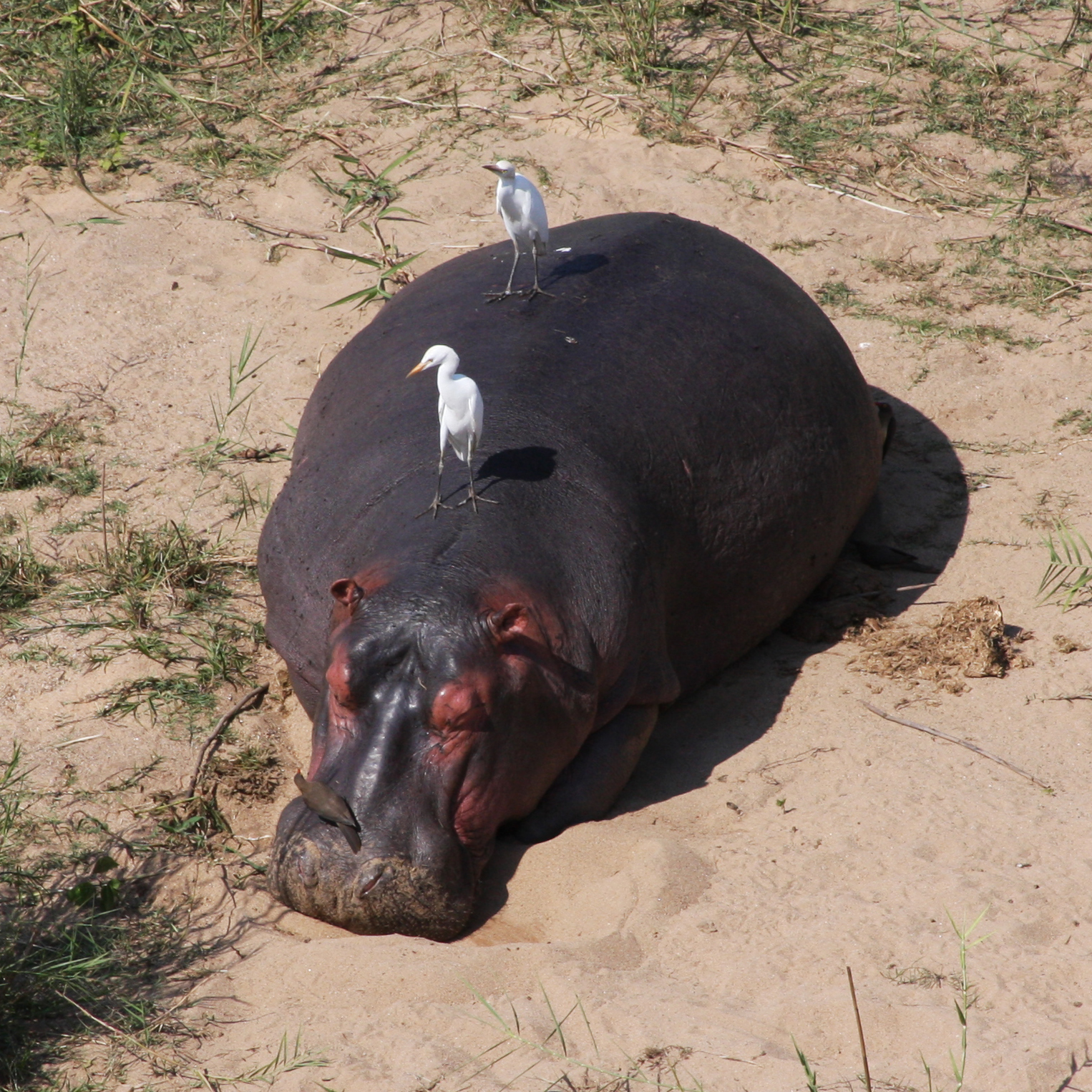
Бегемот часто не обращает внимания на птиц, садящихся ему на спину (ЮАР, национальный парк им. Крюгера)

Голос гиппопотама очень громкий — до 110 децибел; в тихую погоду он разносится по воде на многие сотни метров. Известно, что бегемот может издавать рёв, даже нырнув, когда его пасть и ноздри плотно закрыты. Зверь также часто ревёт, чуть выставив голову из воды, когда пасть и глотка находятся под поверхностью. Его рёв при этом всё равно хорошо слышен, поскольку слой жира, окружающий глотку, хорошо пропускает звук. По словам специалистов МСОП, бегемот — единственное из млекопитающих, способное издавать голосовые сигналы и на суше, и в воде. В то же время механизм подачи сигналов под водой изучен ещё недостаточно; недостаточно известен также и механизм их восприятия бегемотами, находящимися под водой. Вышедший на сушу гиппопотам обычно молчит. Видимо, важная роль в коммуникации отводится обонянию и прикосновениям к сородичам, а также разнообразным позам. Так, приближаясь к доминантному самцу, более слабый гиппопотам принимает характерную позу подчинения, опуская голову и держа её склонённой. Широко раскрытая пасть самца служит, как правило, демонстрацией силы, хотя встречается мнение, что зачастую гиппопотам выпускает таким образом газы, образующиеся в пищеварительном тракте при брожении съеденной травы.
Исключительно важное значение имеет разбрызгивание бегемотами экскрементов и мочи. Самец постоянно, совершая быстрые пропеллерообразные вращательные движения хвостом, разбрызгивает помёт, как на суше, так и в воде. При этом кусочки помёта разлетаются очень далеко в стороны, залетая даже в кроны деревьев, на что с удивлением обращали внимание многие наблюдатели XIX века. Вероятно, основное значение это имеет в качестве коммуникационного сигнала, лишь во вторую очередь — как способ мечения территории. Самка разбрызгивает помёт гораздо реже. Привычка бегемота разбрызгивать помёт делает содержание его в зоопарке весьма хлопотным — служители вынуждены несколько раз в день мыть стены помещений, которые зверь постоянно пачкает навозом. Свои индивидуальные участки самцы метят кучами экскрементов, достигающими солидных размеров — до 1 м высоты и 2 м в диаметре. Эти кучи подновляются ежедневно. Таким же образом самец метит и свои тропы. Кучи помёта, оставляемые бегемотом в пределах своего участка обитания, вероятно, служат для него также ориентиром.
Оставляемые с помощью мочи метки позволяют гиппопотамам не только узнавать отдельных индивидуумов, но и получать информацию о готовности самки или самца к спариванию. Обонятельная система бегемота устроена таким образом, что нырнувший зверь может набирать в ноздри некоторое количество воды и узнавать по запаху растворённой в ней мочи своих сородичей.

## Питание

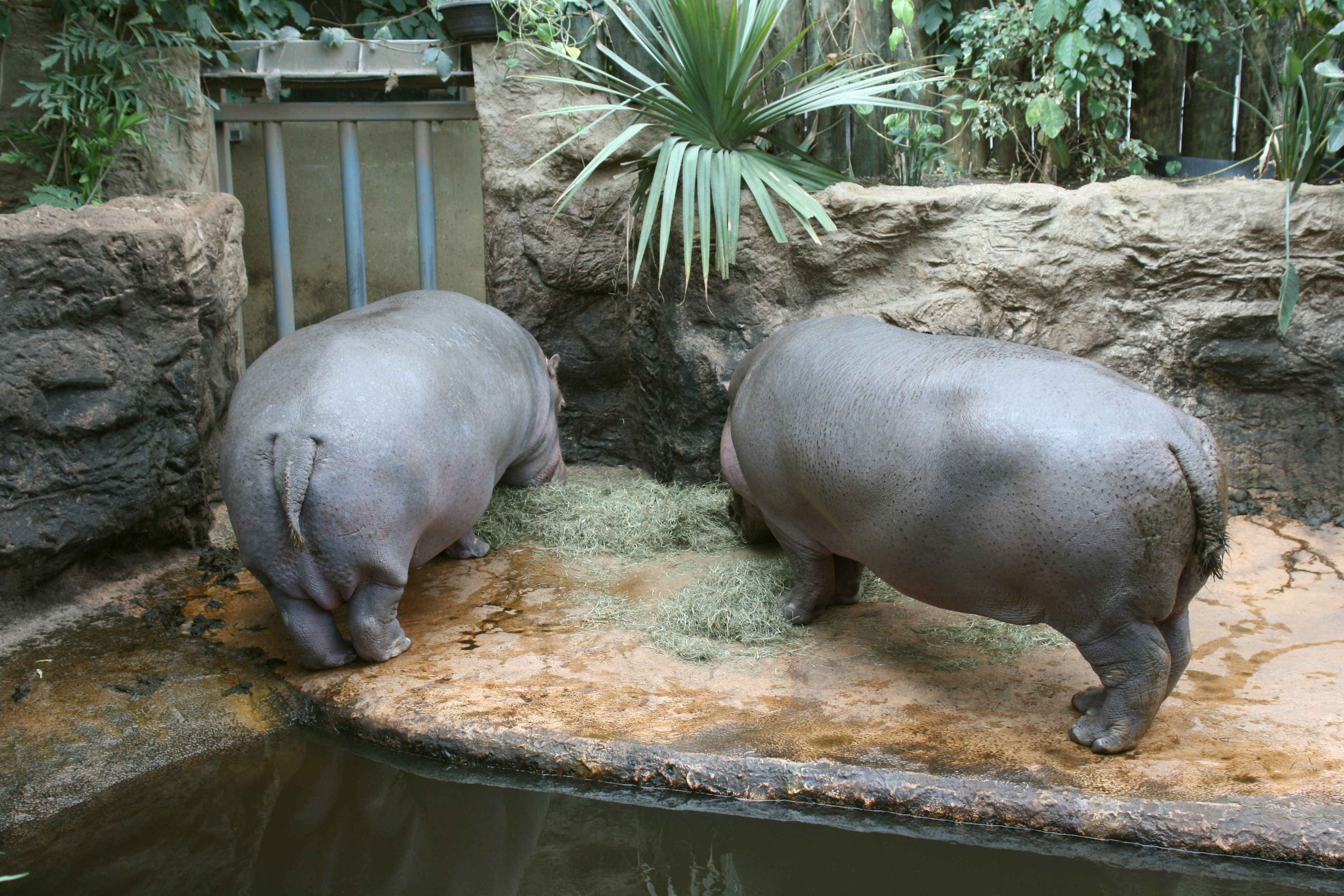
Бегемоты, поедающие сено, в зоопарке г. Гельзенкирхен (Германия)

Гиппопотамов традиционно относят к травоядным животным. Однако в последнее время появились предложения считать их факультативными хищниками. Корм бегемотов — околоводная или наземная трава. Гиппопотам никогда не употребляет в пищу водную растительность. В Уганде в рацион гиппопотамов входят 27 видов травянистых растений. Обычно бегемоты пасутся на суше, скусывая траву своими ороговевшими губами под самый корень. В местах интенсивной пастьбы бегемотов трава бывает буквально выстрижена ими. Бегемот может съесть в день до 70 кг корма, но в среднем довольствуется примерно 40 килограммами, что составляет примерно 1,1—1,3 % от веса животного. Огромная длина кишечника (до 60 м) позволяет гиппопотаму переваривать корм с гораздо большей степенью усвояемости, чем это наблюдается, например, у слонов. Поэтому рацион бегемота по весу вдвое меньше, чем количество корма, поедаемое другими толстокожими, например носорогами.
Во время кормёжки бегемот обычно держится отдельно и не позволяет приближаться другим особям, хотя в другое время зверь почти постоянно находится в стаде. На жировках пасутся рядом лишь самки с маленькими детёнышами.
Имеется информация о хищнических повадках бегемотов и поедании ими мясной пищи. Например, двое проводников сообщили, что видели, как бегемоты ловили и пожирали газелей Томсона, пытавшихся переплыть реку Мара. В Зимбабве в 1995 году якобы наблюдали, как бегемот поймал и пытался съесть антилопу-импалу. Из Эфиопии приходили сообщения, что в области Каффа бегемоты систематически нападали на стада коров и наносили им заметный урон. По мнению других наблюдателей, поедание бегемотами мяса сородичей, павших от сибирской язвы, приводило к быстрому распространению этой болезни среди популяций гиппопотамов в Уганде и Замбии. Бегемоты могут поедать мясо (как падаль, так и мясо пойманных животных) в случае острой нехватки в организме минеральных солей.
Бегемоты совершают переходы к местам кормёжки, отдаляясь от водоёма на сотни метров, а порой километры. Отмечались случаи, когда они жировали в 3,2 км от воды, но обычно гиппопотамы не удаляются дальше, чем на 3 км. В поисках корма бегемот по воде может преодолеть свыше 30 км.

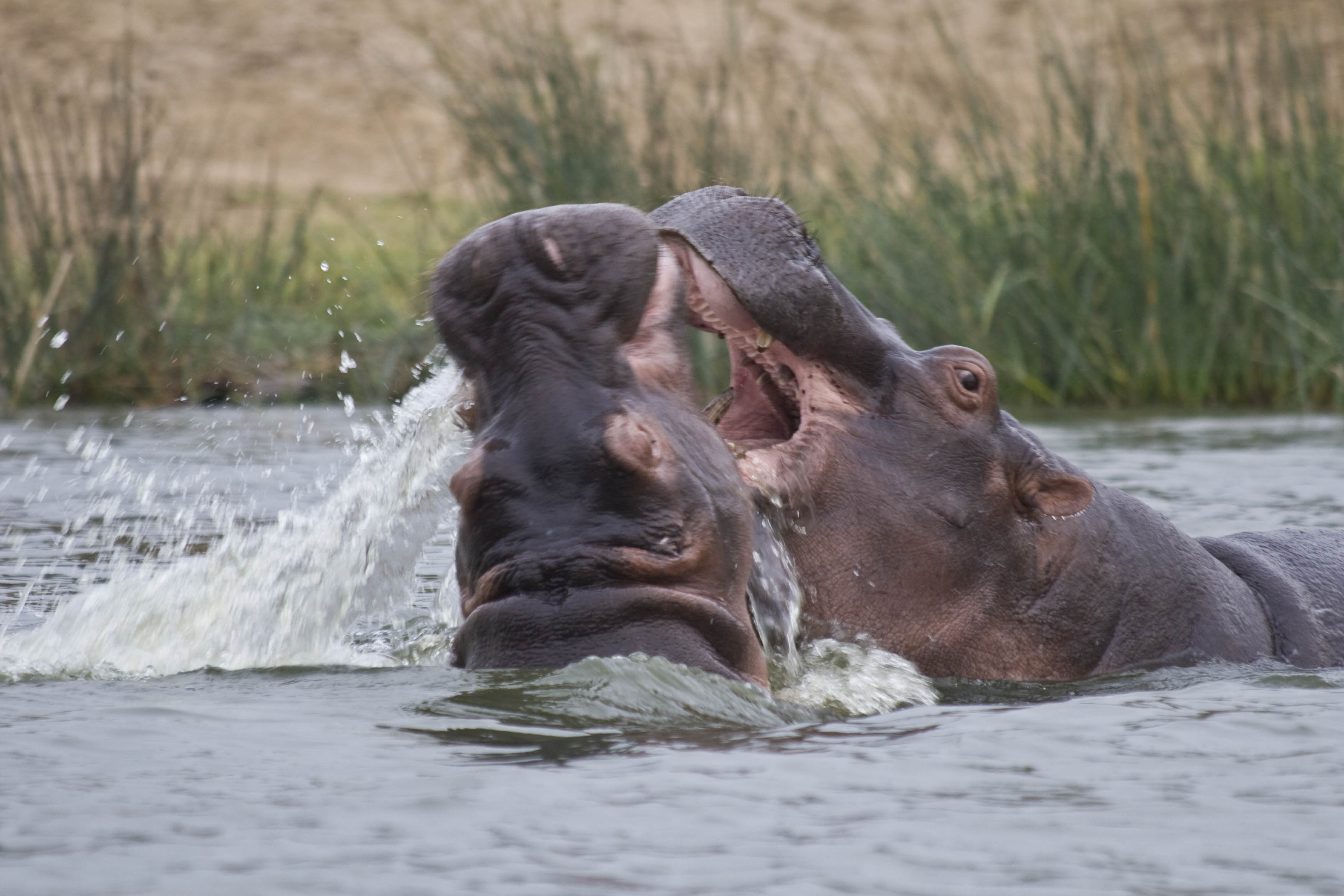
Драка бегемотов-самцов (Уганда)

## Размножение
Размножение гиппопотамов остаётся изученным весьма слабо в сравнении с размножением других крупных травоядных Африки, например, слонов и носорогов. Самки достигают половозрелости в возрасте от 7 до 15 лет, самцы в 6—14 лет. В среднем возраст наступления половозрелости — 7,5 лет у самцов и 9 лет у самок. По-видимому, срок размножения бегемотов привязан к сезонным изменениям погоды. Как правило, спаривание происходит два раза в год, в феврале и августе. Примерно 63 % детёнышей появляются на свет в течение сезона дождей. После появления детёныша самка способна забеременеть только по прошествии 17 месяцев.

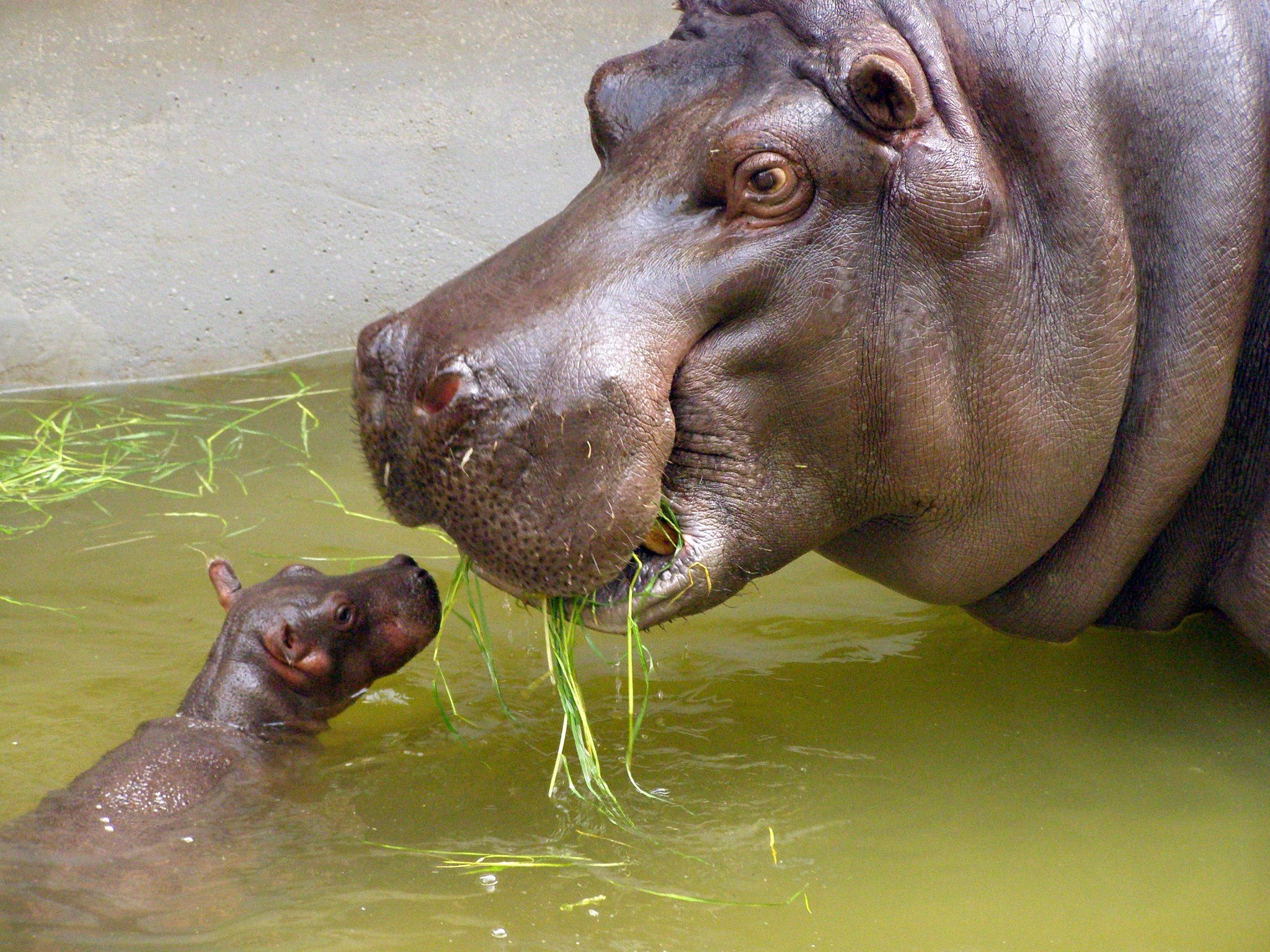
Самка бегемота с новорождённым детёнышем в зоопарке Антверпена

В стаде бегемотов обычно лишь один, доминантный, самец спаривается с самками. Это право ему обычно приходится отстаивать в драках с другими самцами. Такие схватки длятся порой часами и носят исключительно ожесточённый характер. Бегемоты рвут друг друга клыками и ударяют головой, нанося порой очень серьёзные травмы, при этом смертельные случаи являются обычными. Шкура взрослых самцов всегда густо покрыта шрамами от зубов соперников. Самец, проигравший бой, часто удаляется от сородичей и держится обособленно. Однако довольно часто другие самцы также участвуют в спаривании. Само спаривание происходит в водоёме, на мелководье.
Беременность длится 8 месяцев (240 дней), по другим данным 227—240 дней. Перед родами самка удаляется от стада. Большинство источников сообщают, что самка рожает в воде, однако есть свидетельства, что роды могут происходить и на суше, причём в этом случае самка сооружает перед родами подобие гнезда из утоптанной травы и кустов. Детёныш рождается всегда один, весом 27—50 кг, чаще около 40 кг, и имеет длину тела около 1 м и высоту в плечах около 50 см. После того, как детёныш появляется на свет, мать подталкивает его к поверхности для дыхания, иначе детёныш, который не способен задерживать дыхание дольше, чем на 40 секунд, может захлебнуться. Уже через 5 минут новорождённый способен держаться на ногах.
Первое время самка ничего не ест, постоянно находясь рядом с новорождённым, пока он не окрепнет достаточно, чтобы выбираться на берег. Мать остаётся с детёнышем вне стада около 10 дней. Продолжительность лактации — 18 месяцев. Детёныш сосёт молоко как на суше, так и в воде; бегемот — один из редких примеров млекопитающих, наряду с китообразными и сиренами, чей детёныш способен сосать молоко под водой. При этом он закрывает ноздри и плотно прижимает уши.
Скорость размножения бегемотов заметно выше, чем у других крупных животных Африки. Это происходит благодаря раннему половому созреванию бегемотов, значительно более короткому, чем, например, у слона, сроку беременности (8 месяцев по сравнению с 22), а также тому, что самки бегемота приносят потомство раз в два года, что вдвое чаще, чем у слонов. Поэтому при отсутствии внешней угрозы отдельные популяции бегемотов способны к весьма быстрому восстановлению, в ряде случаев показывая прирост в 10 % в год.

## Естественные враги и болезни

### Враги в животном мире
В природе у взрослого бегемота мало врагов. Серьёзную опасность для него может представлять только лев или нильский крокодил. Однако взрослый самец бегемота, из-за своего большого размера, огромной силы и длинных клыков, может оказаться непосильной добычей даже для нескольких львов, действующих вместе, поэтому взрослые самцы пасутся ночью поодиночке, не опасаясь хищников. Так как они обычно пасутся недалеко от воды, то, в случае опасности у них есть возможность отступить в воду. Описано, как на матёрого гиппопотама напали сразу три льва, но тот оказался способен уйти от них в воду, затащив туда вместе с собой и всех трёх хищников, которые были вынуждены оставить бегемота и спасаться вплавь. Самка бегемота, защищая детёныша, проявляет такую силу и ярость, что также может отразить нападение львов. Известен случай, когда два льва пытались утащить детёныша, но его мать, придя на помощь, утопила одного из нападавших в жидком иле. В 2022 году в Ботсване задокументирован случай, когда взрослый самец бегемота напал на трех львов, пытавшихся переплыть через реку, прогнал их из воды и чуть не схватил пастью одного из львов. Но всё же львы изредка убивают взрослых гиппопотамов, если им удаётся застать их на суше, вдалеке от воды.

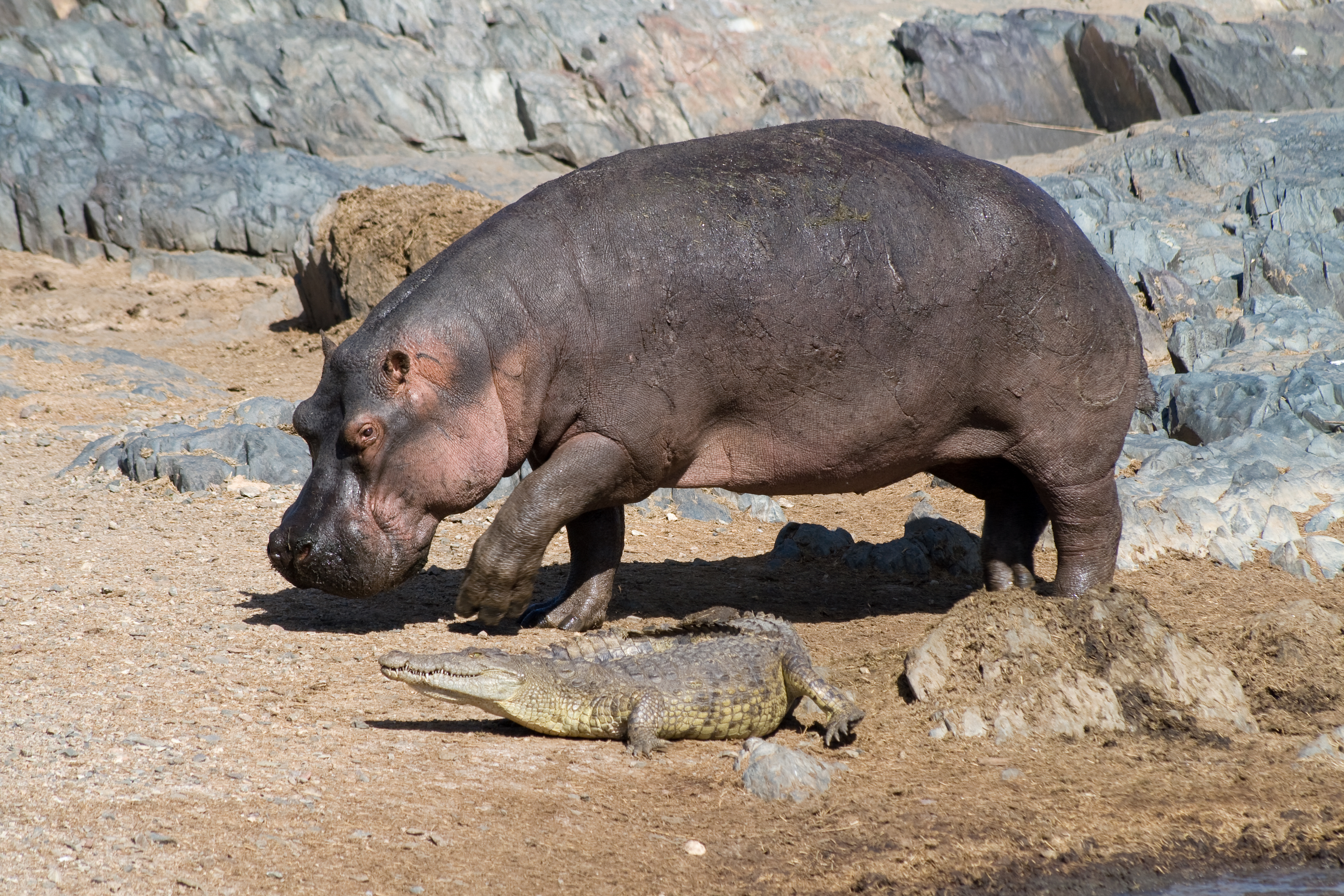
Бегемоты в природе мирно соседствуют с нильскими крокодилами (Серенгети)

Нильские крокодилы и бегемоты, как правило, не конфликтуют друг с другом и иногда даже могут совместно отгонять от водоёма потенциальных противников. Самки бегемотов, как известно, оставляют подросший молодняк с крокодилами, для его защиты от львов и гиен, а молодые крокодилы намеренно залезают на спины взрослым гиппопотамам. Однако, в некоторых случаях, крупные самцы гиппопотамов и самки с маленькими малышами могут вести себя агрессивно по отношению к крокодилам, а крокодилы могут поедать детенышей бегемотов. Существуют также некоторые сообщения об удачных нападениях крупных нильских крокодилов на взрослых бегемотов, даже самцов, особенно если те больны или ранены. В некоторых районах, где в результате деятельности человека упала численность крокодилов, после этого резко возросла численность бегемотов, что говорит о том, что крокодилы так или иначе контролируют их популяцию.
Детёныши, оставшиеся, даже временно, без материнского присмотра, часто становятся жертвой не только львов или крокодилов, но и гиен, леопардов и гиеновых собак. Данные различных источников по смертности молодняка на первом году жизни по естественным причинам сильно разнятся — от 12 % до 45 %, хотя это может быть вызвано действием различных факторов в отдельных популяциях гиппопотамов. Серьёзная угроза для маленьких детёнышей исходит от взрослых бегемотов, которые в тесноте стада могут затоптать их, несмотря на то, что самки стараются не подпускать других гиппопотамов к потомству.

### Болезни
В дикой природе весьма значительный урон бегемотам может наносить сибирская язва. Вспышки этой болезни приводили к значительному снижению численности бегемотов. Одна из крупнейших таких вспышек отмечена в 1987 году в долине реки Луангва в Замбии — тогда на протяжении 167-километрового участка берега реки насчитали свыше 1420 туш бегемотов, павших от сибирской язвы, а общие потери местной популяции превысили, видимо, 4000 голов (около 21 % популяции, но в отдельных стадах погибло свыше половины животных). Среди других опасных болезней отмечались сальмонеллёз и бруцеллёз, которыми нередко заражались туземцы, поевшие мяса больных бегемотов. В прошлом бегемоты также были подвержены чуме крупного рогатого скота, хотя, видимо, они были менее восприимчивы к этой болезни, чем другие копытные.
Среди бегемотов, содержащихся в зоопарках, из инфекционных заболеваний чаще всего встречаются туберкулёз и некробациллёз. При кормлении некачественным сеном, содержащим плесневые грибки, у гиппопотамов могут развиваться микотоксикозы, проявляющиеся в воспалении кишечника и поражении костного мозга.

### Продолжительность жизни
Продолжительность жизни бегемота в дикой природе — до 40 лет. Английские специалисты, исследовавшие в Уганде связь между степенью изношенности коренных зубов и возрастом бегемотов, утверждали, что из 1244 исследованных образцов им ни разу не попался бегемот, возраст которого значительно превысил бы 42 года. Как бы там ни было, бегемот не способен долго прожить после того, как его коренные зубы полностью сотрутся.
В неволе бегемоты живут значительно дольше, до 50 лет, однако известны случаи большего долгожительства. Летом 2011 года самка по кличке Донна, содержащаяся в США в зоопарке Мескер в Эвансвилле, достигла 60-летнего возраста. На тот момент она являлась самым старым из живущих бегемотов. В среднем естественная убыль популяции бегемотов — около 3 % в год. По прошествии первого года жизни смертность бегемотов резко падает и среди зверей в возрасте от 3 до 35 лет составляет 2—3 %, но затем вновь возрастает до 26—49 %.

## Угрозы современному поголовью

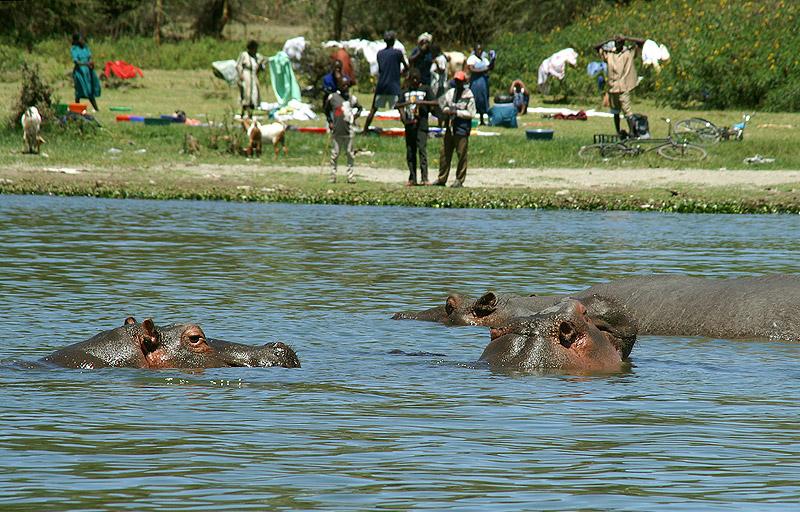
В местах своего обитания бегемоты оказываются в непосредственном соседстве с человеком (берег озера Найваша, Кения)

Популяция бегемотов практически повсеместно испытывает сильное давление со стороны человека. Основных факторов, ведущих к постоянному уменьшению численности этого зверя, два, и оба они хорошо изучены. Во-первых, это браконьерская добыча гиппопотамов африканским населением ради мяса и, в меньшей степени, бегемотовой кости. Во-вторых, это разрушение среды обитания, происходящее в силу целого ряда причин. Рост населения Африки приводит к занятию под сельскохозяйственные нужды всё новых земель, при этом часто распашке подлежат прибрежные земли, служащие местами обитания и кормёжки гиппопотамов. Ирригация, сооружение плотин и искусственное изменение течения рек также крайне негативно сказываются на численности бегемотов.
Масштаб нелегальной торговли бегемотовой костью весьма велик. Как минимум в 1990-е годы этот бизнес имел тенденцию к расширению. Количество изъятой у браконьеров и торговцев кости исчислялось в отдельные годы десятками тонн — так, в 1991—92 годах было изъято 27 тонн. Возможно, криминальные дельцы проявляют повышенное внимание к бегемотовым клыкам как альтернативе слоновой кости, добыча и торговля которой контролируются достаточно строго.
Специалисты Международной Красной книги утверждают, что действие факторов, угрожающих поголовью гиппопотамов, в ближайшем будущем по крайней мере не ослабеет.

## Бегемот и человек

### Древний мир

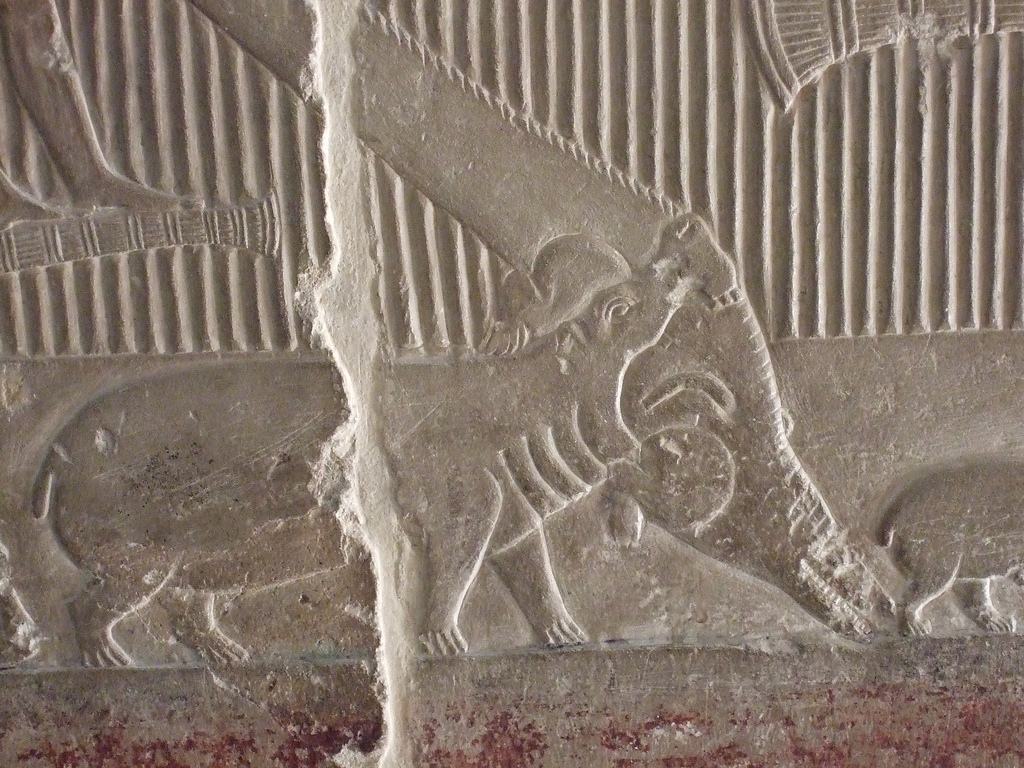
Древнеегипетский рельеф из Саккары, изображающий схватку бегемота с крокодилом (VI династия)

Человек был знаком с бегемотом с доисторических времён. Первым известным государственным образованием, на территории которого существовала крупная популяция гиппопотамов, был Древний Египет. Несмотря на религиозное почитание, египтяне часто охотились на гиппопотамов, добывая их с лодок при помощи ручных гарпунов. Известны дошедшие до наших дней изображения сцен такой охоты с участием фараонов, найденные, например, в гробнице Тутанхамона. В Древнем царстве в Нижнем Египте существовал своеобразный обычай, во время которого царь приносил в жертву богам бегемота.
Кроме того, в Египте бегемоты, видимо, иногда содержались в специально устроенных загонах. Один раз, во времена гиксосского владычества, бассейн с бегемотами стал поводом для вмешательства в дела формально независимой области Фив. Гиксосский фараон Апопи I направил к правителю Фив посланца со своеобразным ультиматумом — он требовал ликвидировать бассейн с гиппопотамами, так как они, якобы, своим рёвом не давали ему спать ни днём, ни ночью. Фивы находились в сотнях километров от столицы гиксосских фараонов, Авариса, так что послание носило явно провокационный характер. Ультиматум привёл к конфликту с гиксосами, который окончился свержением их власти в Египте.
Европейцы познакомились с гиппопотамом в античные времена. Древним грекам бегемоты были известны достаточно хорошо, по крайней мере они упоминаются у Геродота в его главном труде «История» (середина V в. до н. э.). Бегемот был также хорошо известен римлянам, особенно после включения в состав империи африканских провинций. Основным и, видимо, единственным практическим использованием бегемота римлянами была поставка этих зверей для боёв в цирках, с участием как других животных, так и гладиаторов. Во время масштабных зрелищ, устроенных в Риме императором Титом в 81 году по случаю открытия Колизея, на арене были убиты около 9 тыс. различных животных, среди которых был один бегемот. Известно, что бегемот, предназначенный для выпуска на арену, содержался в гигантском бестиарии (зверинце) императора Гордиана III (30—40-е годы III века н. э.) и был убит уже при другом императоре — Филиппе Аравитянине, который устроил грандиозные бои зверей в 248 году в честь празднования тысячелетия Рима. Бегемоты поставлялись в Рим из Египта, где они в то время обитали в большом числе в Ниле.

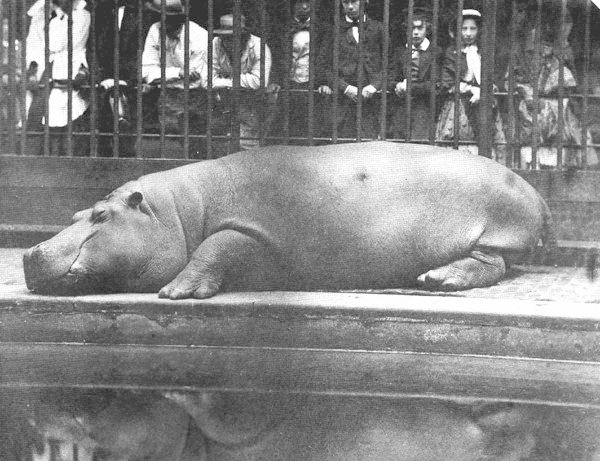
Бегемот Обайш в Лондонском зоопарке. Фотография Хуана де Бурбона, 1852 год

### Современная эпоха
После античности контакты европейцев с гиппопотамами носили спорадический характер. Живые бегемоты в Европу не попадали в течение многих столетий. Первый случай содержания бегемотов в европейских зоопарках в Новое время относится к 1850 году, когда гиппопотам появился в Лондонском зоопарке. Этим бегемотом стал самец по кличке Обайш, присланный в Англию египетским хедивом Аббас-пашой и проживший в зоопарке до 1878 года. Обайш привлекал огромное число зрителей — после его появления количество посетителей зоопарка сразу удвоилось.
В 1950—60-е годы бегемот рассматривался многими исследователями как животное, пригодное для одомашнивания в целях решения продовольственных проблем Африки. В данном случае привлекательными выглядели и огромный размер туши гиппопотама, и его стадный образ жизни, и высокий темп размножения, и сравнительно небольшое количество потребляемого им корма. Советские зоологи конца 1960-х годов писали, что правильная хозяйственная эксплуатация бегемота, включавшая его специальное разведение, казалась очень перспективной. Некоторые авторы считали, что одно стадо гиппопотамов может давать мясные продукты в количестве, достаточном для снабжения целого небольшого города. Однако эти проекты не вышли за пределы теоретических изысканий.
В настоящее время большое количество бегемотов содержится в зоопарках по всему миру. Они довольно часто размножаются в неволе. Первый случай размножения бегемотов в России зарегистрирован в 1885 году в зоопарке Санкт-Петербурга. До этого бегемоты размножались только в Лондонском зоопарке. В Московском зоопарке детёныш бегемота, названный Август, родился даже во время Великой Отечественной войны, в условиях бомбёжек и огромных трудностей со снабжением.
Содержащимся в зоопарках бегемотам дают корм, составленный по особой рецептуре. В состав корма вводят до 200 г дрожжей в сутки в качестве источника витаминов группы В. Им дают каши, овощи и траву. Кормящим самкам бегемотов кашу варят на молоке и добавляют в неё сахар. Примерный рацион бегемота в зоопарке, согласно советским и российским стандартам, составляет 82 кг, в том числе 40 кг травы и веников и 25 кг сочных кормов.
Изредка бегемоты становятся достоянием частных зверинцев. Знаменитый колумбийский наркоделец Пабло Эскобар оборудовал на своём ранчо личный сафари-парк, в который завёз бегемотов. После гибели Эскобара в 1993 году несколько бегемотов убежали из парка и стали жить в дикой природе. При этом они убили несколько человек в том районе. Три бегемота дожили в тех местах до 2009 года и были затем застрелены полицией после многочисленных жалоб местных жителей, чьи посевы бегемоты часто портили. На бывшем ранчо Эскобара, которое перешло в государственную собственность, в 2009 году продолжали содержаться ещё свыше 20 гиппопотамов. Тем не менее, интродуцированные животные продолжили размножаться и расширять ареал. По состоянию на 2023 год, численность популяции бегемотов в Колумбии составляет 130—160 особей, некоторые из них обитают на расстоянии до 150 км от поместья Эскобара.

### Традиционная охота африканцев на бегемота
У многих народов Африки, живущих по берегам рек и озёр, добыча бегемотов принадлежит к традиционным занятиям. Даже с использованием примитивного оружия туземцы могут с большой эффективностью охотиться на гиппопотама. Наиболее распространённый способ охоты на бегемотов при отсутствии огнестрельного оружия — поимка их в ловчие ямы (это также один из методов, наиболее часто употребляющихся браконьерами).
Распространена добыча бегемотов и другими традиционными способами — например, с лодок с помощью гарпунов. Такая охота и в настоящее время практикуется на реках Западной Африки (особенно на Нигере), когда власти, в случае неурожая, выдают местному населению специальное разрешение. Часто на охоту выходят почти все мужчины деревни, они окружают зверя и, как только он выныривает, забрасывают гарпунами. Гарпуны могут иметь довольно сложное устройство, с отделяющимся от наконечника древком, соединённым с ним бечёвкой. После того, как наконечник вонзается в гиппопотама, древко всплывает, показывая местонахождение зверя. Одиночный гарпун не может нанести гиппопотаму смертельную рану, но множественные попадания в конце концов добивают его. Подобная охота нередко сопровождается травмами или гибелью участников.

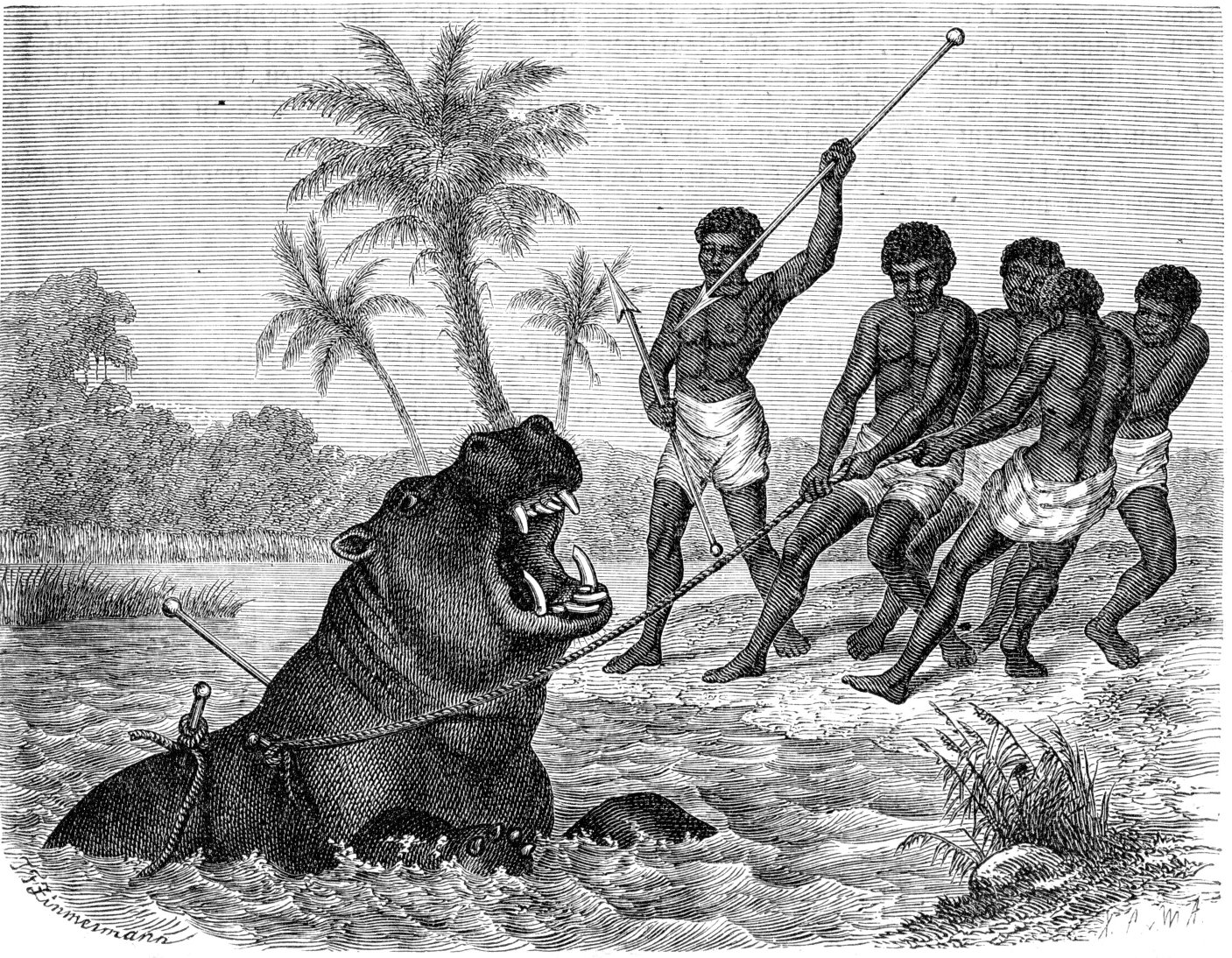
Охота африканских туземцев на бегемота. Немецкая гравюра 1876 года

### Продукты, получаемые от бегемота

#### Мясо бегемота
Мясо бегемота съедобно и, по многим отзывам, вкусно. По виду оно напоминает свинину (такого же светлого цвета), а по вкусу — телятину, хотя у старых особей мясо может быть очень жёстким. Мясо гиппопотама, в сравнении с мясом многих других домашних и диких животных, нежирное, а пригодные к использованию части туши составляют по весу 70,9 % (для сравнения: у туши крупного рогатого скота лишь 55 %). Мясо бегемота употреблялось человеком в пищу с древнейших времён. Так, группа палеонтологов, работавшая в Кении, раскопала стоянки древних гоминид возрастом около 2 млн лет и обнаружила большое количество костей бегемота со следами обработки. По мнению этих исследователей, высокие питательные качества бегемотового мяса сыграли немаловажную роль в быстром развитии мозга предков человека. При изучении на территории Алжира в районе Тиходаин стоянок древнего человека, относящихся к самым ранним ступеням эволюции рода Homo (позднеашельская культура), также были найдены обработанные и обожжённые кости гиппопотамов.

#### Шкура бегемота
Шкура бегемота использовалась в Африке для различных поделок. Огромная толщина кожи гиппопотама ограничивает круг её применения, но она в то же время отличается высочайшей прочностью и устойчивостью к износу. Если её выделать соответствующим образом, то она становится необычайно твёрдой. Тогда из неё можно изготавливать полировальные круги, на которых обрабатывают даже алмазы, хотя процесс обработки шкуры для этих целей занимает до 6 лет. В старину туземцы использовали её также как материал для щитов. Один из наиболее известных предметов, которые традиционно делают из бегемотовой кожи, — тяжёлый кнут-шамбо́к, ставший в Южной Африке символом колониального угнетения и апартеида. Шамбок изготовляется из цельной полосы кожи длиной метр-полтора и толщиной у рукояти около 2—2,5 см, у кончика — 8—9 мм. Удар им чрезвычайно болезнен.

#### Бегемотовая кость

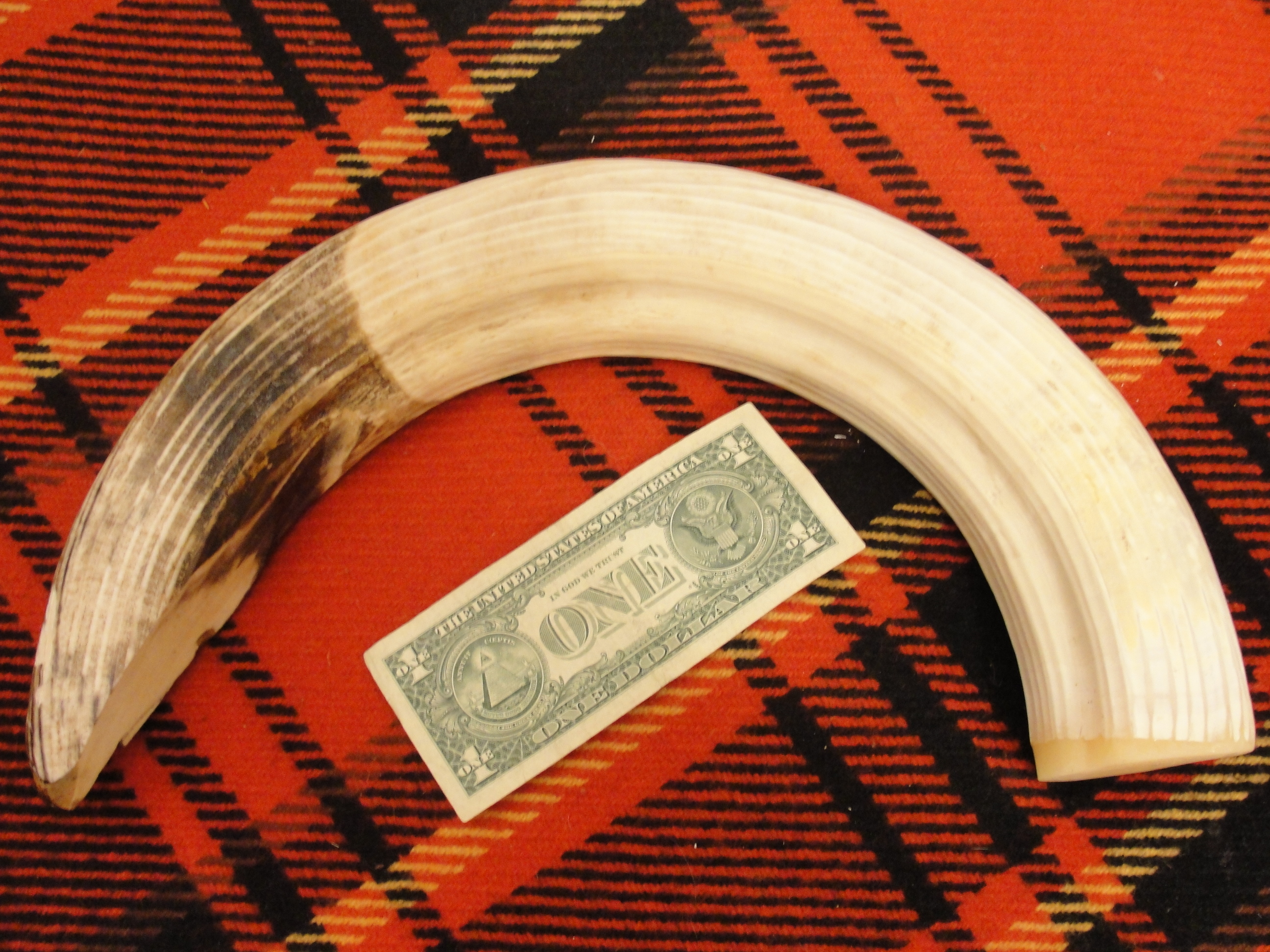
Клык самца бегемота, длина 64 см

Зубы бегемота, особенно огромные клыки самцов, обладают высокой ценностью. Зубы гиппопотама как поделочный материал называются бегемотовой костью, по аналогии со слоновой костью. Перед тем, как пустить в обработку, клыки опускают в кислоту, чтобы убрать верхний, чрезмерно твёрдый слой эмали. При этом клыки теряют до трети веса, но после обработки ценятся даже выше, чем слоновая кость, поскольку, в отличие от неё, не желтеют со временем и обладают большей прочностью. Из всех поделочных материалов животного происхождения зубы бегемота — самый твёрдый.
Бегемотовая кость идёт на самые разные поделки. В настоящее время из неё в Африке изготавливаются преимущественно дорогостоящие сувениры. В прошлом из бегемотовых клыков изготовлялись высококачественные зубные протезы. Например, комплект вставных зубов из бегемотовой кости имел первый президент США Джордж Вашингтон. В настоящее время торговля бегемотовой костью (как и слоновой) строго ограничена, но продолжает осуществляться по жёстким квотам. Существует значительный нелегальный оборот бегемотовой кости.

### Опасность бегемота для человека
Бегемот из-за крупного размера и агрессивного поведения может рассматриваться как одно из наиболее опасных для человека животных Африки. Данный факт усугубляется тем, что гиппопотамы подчас мало обращают внимание на людей, в отличие от многих крупных африканских животных, например буйвола, который совершенно не выносит близости поселений. На значительной части своего ареала бегемоты часто обитают в относительно плотно заселённом и возделанном биотопе. Они не упускают случая попастись на полях, нанося иногда значительный вред урожаю. В тех странах, где бегемотов много, они могут рассматриваться как одни из основных вредителей сельского хозяйства. Значительная часть нападений бегемота на человека происходит именно тогда, когда зверь выходит кормиться на крестьянские поля. Пик количества таких инцидентов приходится на время созревания урожая. Большинство нападений бегемота на людей случается в предрассветное время, когда гиппопотамы возвращаются к реке. Гиппопотамы также нередко бросаются на проплывающие мимо них лодки; особенно это характерно для самок с детёнышами. Взрослый бегемот без труда способен разбить или перевернуть лодку, при этом он может пытаться убить выпавших из неё людей.
Альфред Брем в своём знаменитом труде «Жизнь животных» (1860-е годы) писал:
Вблизи населённых мест он отправляется на поля. Здесь он опустошает всё, нередко в одну ночь уничтожает растения целого поля. Прожорливость бегемота непомерна, и, несмотря на плодородие их отечества, они могут обратиться в истинный бич страны, если их много. Они топчут своими неуклюжими ногами и ломают, валяясь, наподобие свиней, в глубоких ямах, гораздо больше, чем им в действительности нужно для насыщения... Один из бегемотов внезапно бросился на двух женщин, которые проходили вечером, громко разговаривая, мимо нескольких пасущихся гиппопотамов, и, укусив их несколько раз, изувечил так, что обе от этого умерли. На одного араба, который хотел защитить свои дыни от нападения чудовища... бегемот бросился немедленно и убил его одним ударом зубов. Ободрённый этим случаем тот же зверь стал при различных обстоятельствах нападать на пастухов и их стада и этим навёл такой страх на живших в окрестностях людей, что никто больше не осмеливался приближаться к воде, где обитало это животное.

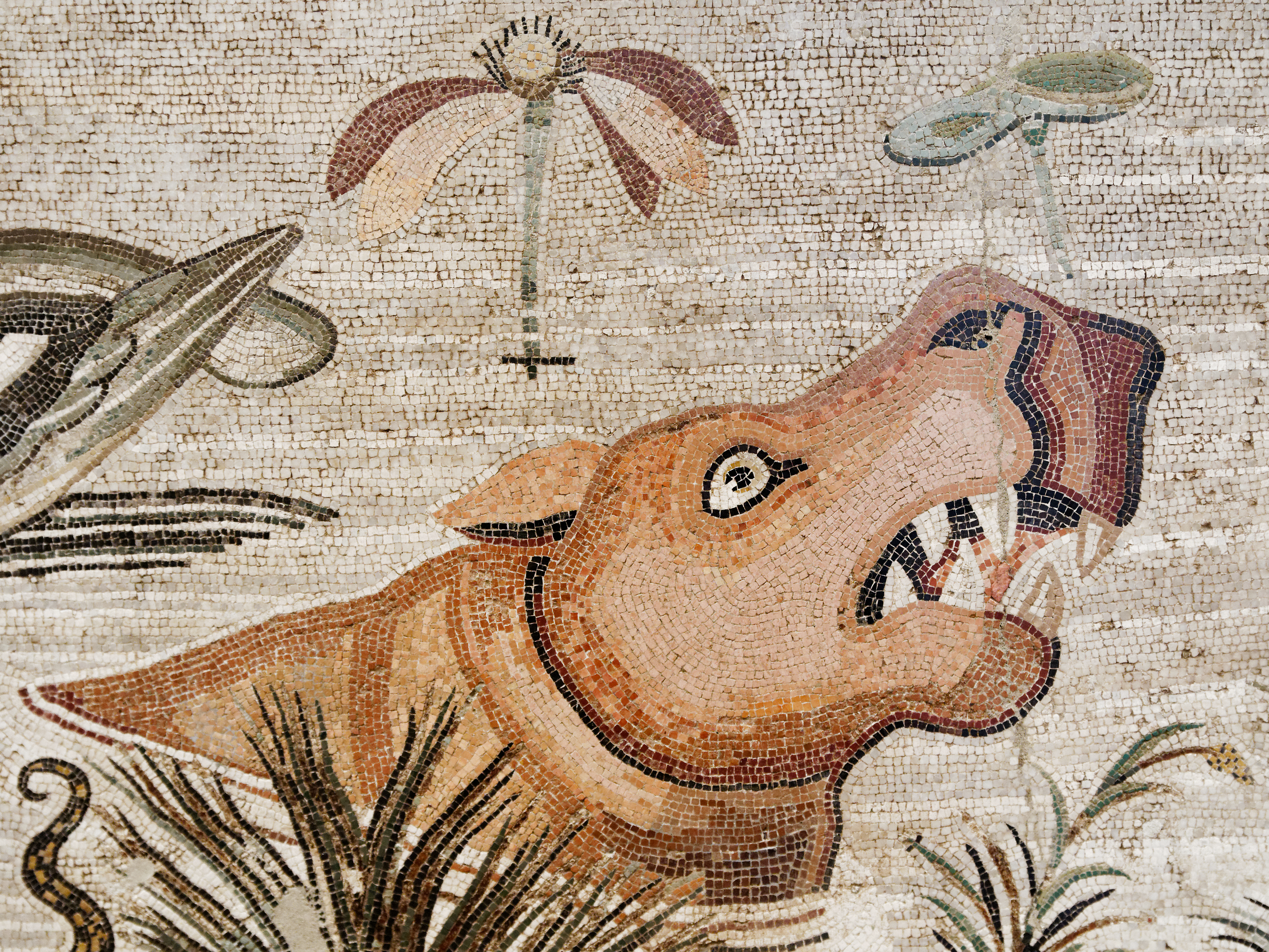
Римская мозаика с изображением бегемота, Неаполь

Бегемот обычно упоминается как животное, которое является причиной гибели наибольшего количества людей. По этому показателю он превосходит всех других африканских животных, даже таких опасных, как лев, буйвол, леопард, нильский крокодил. Специальное исследование, проведённое в Кении, показало, что с 1997 по 2008 год в этой стране было зарегистрировано 4493 инцидента, когда бегемот проявлял агрессию по отношению к людям. Весьма показательно, что год от года количество столкновений людей с бегемотами растёт. За указанный период их частота возросла в 12 раз, всего же в 2008 году произошло 937 случаев. Причиной тому являются быстрый рост населения и изменения в методике ведения сельского хозяйства, выражающиеся в усиленном освоении земель по берегам водоёмов. Во многих случаях бегемоты погибали (как правило, после нападения на людей они были застрелены служителями национальных парков или представителями правоохранительных органов), причём их гибель при подобных происшествиях возрастала пропорционально увеличению числа столкновений с людьми.
Известный британский натуралист Джеральд Даррелл свидетельствует, что в 1950-е годы туземцы Камеруна очень боялись на реке встретиться с бегемотом:
— Теперь эти ипопо <бегемоты> стали злые, сэр, — возразил бестактный Бен. — Два месяца назад они убили трёх человек и разбили две лодки…
В самом деле, гиппопотам, который несколько раз нападал на лодки, входит во вкус, словно тигр-людоед, и всячески старается сделать людям гадость. Для него это становится своего рода спортом. А меня вовсе не соблазняла схватка над двадцатифутовой толщей мутной воды со зверюгой весом в полтонны. Я заметил, что старик всё время прижимает лодку к берегу, крутит и так и этак, стараясь идти по мелководью.
— Совсем немного осталось, — весело заметил я, — и никаких гиппопотамов не видно. Не успел я это сказать, как камень в пятнадцати футах от лодки вдруг поднялся из воды и удивлённо воззрился на нас выпученными глазами, пуская ноздрями струйки воды, будто маленький кит... К счастью, наша доблестная команда не поддалась панике и не выскочила из лодки, чтобы плыть к берегу. Старик со свистом втянул в себя воздух и резко затормозил веслом...

— Сэр, этот ипопо был не самец... это самка, — объяснил Огастин, обиженный моим недоверием... — Маса, я всех здешних ипопо знаю. Это самка. Если бы это был самец ипопо, он бы сразу нас сожрал. А это самка, она не такая злая, как её хозяин.

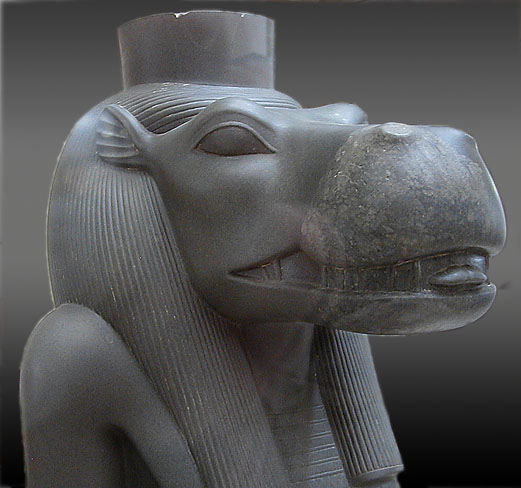
Статуя богини Таурт в Каирском египетском музее

### Бегемот в культуре
Бегемот играл важную роль в культуре египтян, постоянно сталкивавшихся с ним на берегах Нила. Огромный размер и сила животного вызывали почтительный страх, который, видимо, и привёл к тому, что в религиозных воззрениях жителей Древнего Египта бегемот стал олицетворением нескольких божеств. В целом гиппопотам олицетворял силы зла и разрушения, не в последнюю очередь из-за того, что был в Древнем Египте одним из основных вредителей посевов. Культ бегемота не достигал таких масштабов, как обожествление других животных (скарабей, ибис, сокол), однако даже самого могущественного из злых богов — Сета — иногда изображали в виде бегемота. Основным районом почитания гиппопотама были номы северо-западной Дельты. Культ бегемота был развит также в Оксиринхе и Фаюме. В Оксиринхе существовал храм богини Таурт, покровительницы рождения, беременных женщин и новорождённых, которая обычно изображалась в виде беременной самки гиппопотама. Сохранилось большое число древнеегипетских скульптурных изображений гиппопотама. Большой популярностью пользовались в Египте различные поделки из бегемотовых клыков, находимые археологами далеко за пределами Египта — на Кипре, в Месопотамии, Сирии.

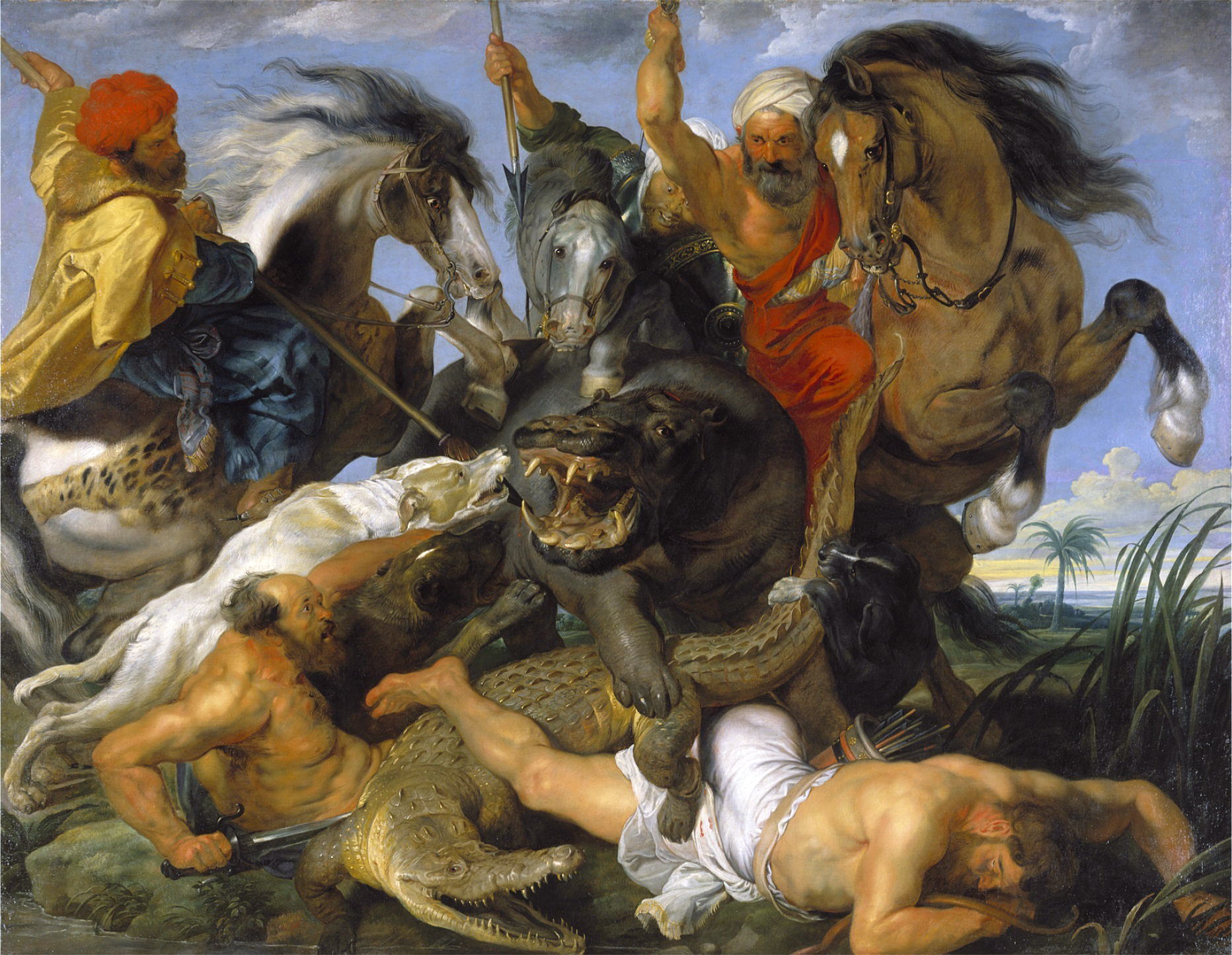
Картина Рубенса «Охота на бегемота и крокодила»

Отношение к бегемоту в Древнем Египте было двойственным. С одной стороны, это опасное животное, встреча с которым чревата гибелью. С другой стороны, он ассоциировался с жизнью, поскольку обитал в Ниле, который был источником жизни для египтян. Кроме того, последние связывали бегемота, периодически выныривающего для вдоха, с цикличным перерождением природы. В связи с этим во времена Среднего и Переходного царств был распространён обычай класть в гробницы фаянсовые статуэтки бегемотов. Причём, чтобы бегемот не мог навредить усопшему или его духу, у статуэток откалывали ноги.
Для многих африканских народов и племён бегемот является тотемным животным, охота на которое либо воспрещена, либо ограничена религиозными предписаниями. В ряде районов Судана местное население испытывает по отношению к бегемотам суеверный страх, считая их демоническими существами, посланцами тёмных сил. Бегемота, пришедшего на крестьянское поле, туземцы пытаются отпугнуть не только криками и шумом, но и громким декламированием стихов Корана.
В современную эпоху бегемот — одно из наиболее известных людям животных. Гиппопотам — частый персонаж детской литературы и мультфильмов. В мире выпускается бесчисленное количество игрушечных бегемотов из самого разного материала.
- К наиболее известным мультфильмам с персонажем-бегемотом относятся, например, «Про бегемота, который боялся прививок»[95], «Приключения малыша Гиппопо» и др.
- Бегемот Гуго — герой одноимённого венгерско-американского полнометражного мультфильма.
- Бегемотиха Глория является одним из главных героев цикла мультфильмов «Мадагаскар».
- Среди персонажей «Ну, погоди!» есть Бегемот. Он постоянно появляется в разных образах: то служитель порядка, то прораб, то игрок в городки, то сторож.
- Бегемот Шоколад — персонаж «Приключений поросёнка Фунтика».
- Бегемот многократно упоминается в произведениях для детей, написанных Корнеем Чуковским. В русскоговорящем мире широкую популярность получила фраза из стихотворения «Телефон»: «Ох, нелёгкая это работа — из болота тащить бегемота!»[96]. В сказке Чуковского «Крокодил» Гиппопотам выведен царём зверей. Широко известен комментарий Чуковского к этой сказке:

Некоторые думают, будто Гиппопотам и Бегемот — одно и то же. Это неверно. Бегемот — аптекарь, а Гиппопотам — царь.

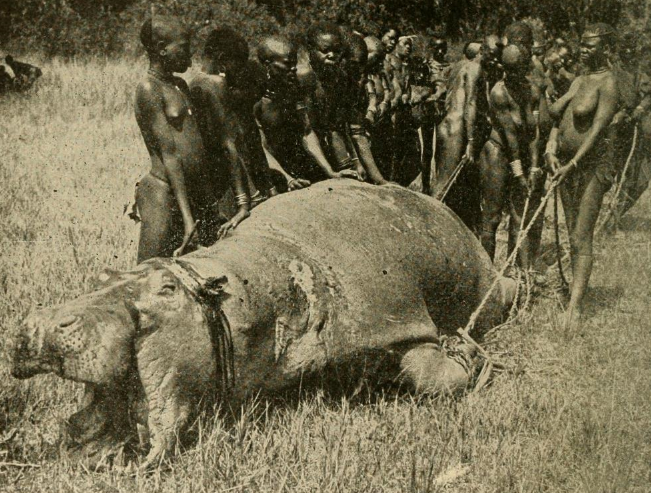
Африканцы возле бегемота, убитого белым охотником, 1909 год (Уганда)

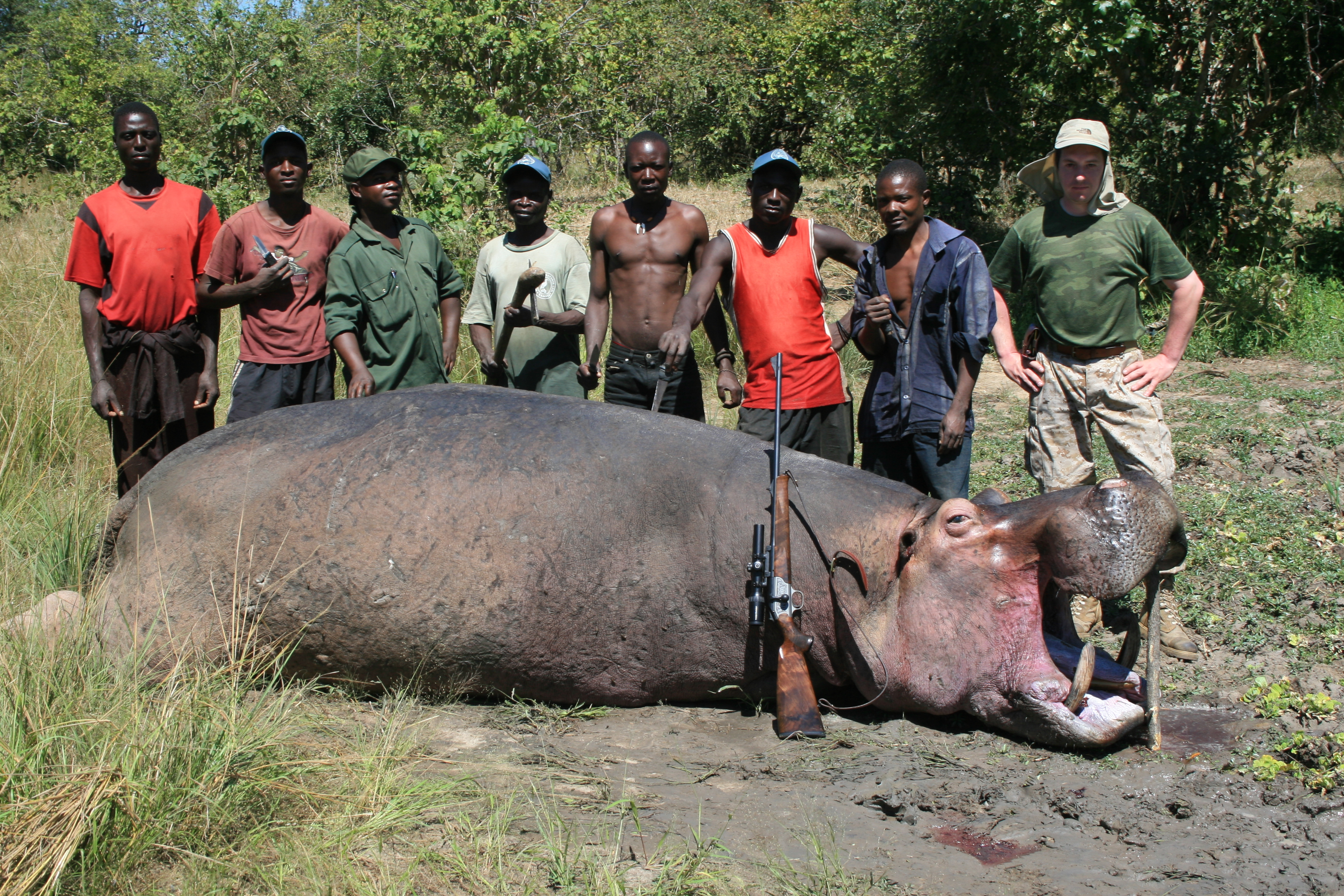
Самец бегемота, убитый охотником, 2010 год (Замбия). Размер зверя таков, что вдоль его туши свободно располагаются 8 человек. К туше прислонён тяжёлый карабин калибра .375 Н&Н Magnum

- Знаменитый фламандский живописец Питер Пауль Рубенс в 1615—1616 годах создал картину «Охота на бегемота и крокодила». Изображённый на ней бегемот выглядит в несколько раз меньше по размерам, чем настоящий, однако в целом Рубенс верно передал облик зверя, с длинными торчащими из пасти клыками.
- Среди произведений британского писателя и актёра Стивена Фрая есть роман «Гиппопотам»[англ.]. Главный герой произведения — опустившийся поэт по прозвищу Гиппопотам.

### Бегемот как объект спортивной охоты
Во многих странах, где сохраняются устойчивые популяции бегемотов (ЮАР, Замбия, Мозамбик и др.), на них разрешена охота по квотам. Такая охота в настоящее время не имеет утилитарного смысла и носит исключительно трофейный характер. Ценность трофея не зависит от размера и веса туши. Трофеем считаются клыки гиппопотама, оценивающиеся в зависимости от их длины. Иногда охотнику приходится долго ждать, пока бегемот раскроет пасть, чтобы оценить длину клыков, хотя в целом это можно определить и по размеру шишковидных вздутий на морде самца, в которых помещаются основания клыков. Охота разрешена только на взрослых матёрых самцов; отстрел молодняка и самок категорически запрещён.
Чаще всего охота проводится с подхода к бегемоту, находящемуся в воде. Реже к бегемоту подходят во время его жировки на берегу — данный способ охоты более опасен, но считается более интересным. Стрельба требует очень тяжёлого и мощного оружия, рассчитанного на самых опасных зверей Африки (так называемую «большую пятёрку»), с энергией пули 6—8 кДж; минимальный калибр — .375 Н&Н Magnum, но по возможности рекомендуется употреблять более тяжёлые калибры, такие как .416 Rigby или .470 Nitro Express. Сама стрельба не представляет большой сложности, если охотнику удалось подобраться достаточно близко, однако раненый бегемот очень опасен. В любом случае, и от стрелка, и от оружия требуется хорошая меткость, поскольку убойные точки у бегемота невелики — чтобы убить его на месте, необходимо попадание точно в мозг, только при этом условии трофей гарантированно будет взят.
Число убиваемых во время трофейных сафари гиппопотамов невелико — несколько сотен в год, что не сопоставимо с уроном, наносимым бегемотам туземными браконьерами. Так, за 7 лет, с 1995 по 2002 годы в США было ввезено 1160 трофейных комплектов бегемотовых клыков. Трофейная охота является одним из основных источников легального оборота бегемотовой кости на мировом рынке.